# Mont Fuji
Vous lisez un « bon article » labellisé en 2008.
Pour les articles homonymes, voir Fuji.
Le mont Fuji /mɔ̃ fudʒi/ ou /mɔ̃ fuʒi/ (富士山, Fujisan, /ɸɯꜜdʑisaɴ/ ) est une montagne du centre du Japon qui se trouve sur la côte sud de l'île de Honshū, au sud-ouest de l'agglomération de Tokyo. Avec 3 776 mètres d'altitude, il est le point culminant du Japon. Situé dans une région où se rejoignent les plaques tectoniques pacifique, eurasienne et philippine, la montagne est un stratovolcan toujours considéré comme actif, sa dernière éruption certaine s'étant produite fin 1707, bien que le risque éruptif soit actuellement considéré comme faible.
À son sommet a été construit un observatoire météorologique et malgré les conditions climatiques rigoureuses, la montagne est une destination extrêmement populaire en particulier pour les Japonais, qu'ils soient shintoïstes ou bouddhistes, en raison de sa forme caractéristique et du symbolisme religieux traditionnel dont il est porteur. Il a ainsi été le sujet principal ou le cadre de nombreuses œuvres artistiques, notamment picturales au cours des siècles. Pourtant, cette fréquentation fragilise l'environnement. Aussi, le 22 juin 2013, il est inscrit au patrimoine mondial de l'UNESCO sous le titre « Fujisan, lieu sacré et source d'inspiration artistique ».

## Toponymie et étymologie
Du fait de l'existence de différentes méthodes de transcription du japonais, le mont Fuji possède différents noms, dont certains sont erronés. Ainsi, en japonais contemporain, « mont Fuji » se dit Fujisan mais, en raison d'une erreur de lecture du kanji 山, il arrive que les Occidentaux l'appellent « Fujiyama ». Parler de « mont Fujiyama » est une faute par pléonasme, yama signifiant déjà « montagne ». Il est faux de dire que san serait ici le suffixe さん, visant à personnifier le mont Fuji ; san signifie bien ici « montagne, mont ». Parmi la bonne trentaine d'autres noms japonais pour le mont Fuji, devenus obsolètes ou poétiques, figurent Fuji-no-Takane (ふじの高嶺, litt. le haut pic du Fuji), Fuyō-hō (芙蓉峰, litt. le pic du Lotus) et Fugaku (富岳 ou 富嶽, litt. montagne Fuji), Fuji-no-Yama (ふじのやま, litt. la montagne de Fuji) et Fujiyama (ふじやま), tous les cinq donnés par le dictionnaire de japonais contemporain 大辞泉.
Les kanji pour le mont Fuji, 富 et 士, signifient respectivement « richesse » ou « abondance » et « un homme avec un certain statut » mais il s'agit probablement d'un ateji, c'est-à-dire des caractères sélectionnés en raison de leur prononciation similaire avec celle des syllabes du nom, sans pour autant posséder un sens particulier. Dans les méthodes de romanisation Nippon-shiki et Kunrei, le nom est transcrit Huzi. Lors de l'exposition universelle de San Francisco en 1939, une photographie géante était ainsi titrée « Mont Huzi ». Néanmoins, la transcription Fuji, selon la méthode Hepburn, reste la plus courante dans le monde.
L'origine du nom Fuji reste incertaine. Une étymologie populaire récente affirme qu'il provient de 不二 (négation + chiffre 2), signifiant « sans égal ». Une autre affirme qu'il provient de 不尽 (négation + « échappement »), signifiant « sans fin ». Un enseignant classique japonais de la période Edo, Hirata Atsutane, explique quant à lui que le nom est dérivé d'un mot ayant pour sens « une montagne s'élevant avec la forme de l'épi d'un plant de riz ». Un missionnaire britannique, John Batchelor (1854-1944) émet l'hypothèse que le nom provient du mot aïnou pour « feu » (fuchi) de la déesse Kamui Fuchi mais il est contredit par le linguiste japonais Kyōsuke Kindaichi (1882-1971) sur la base des développements phonétiques. Aussi, huchi signifie « vieille femme » et ape « feu », ape huci kamuy étant la déesse du feu. Des recherches sur la distribution des noms de localités incluant fuji suggèrent que l'origine du nom est yamato plutôt qu'aïnou. Enfin, un toponymiste japonais, Kanji Kagami, explique que le nom a la même racine que « glycine » (fuji) et « arc-en-ciel » (variante de niji) et provient de ses « longues pentes bien formées »,,. Un texte du Taketori monogatari dit que le nom vient d'« immortel » 不死 (fushi) et de l'image d'abondants 富 (fu) soldats 士 (shi) grimpant les versants de la montagne.
En référence au mont Fuji, entre 300 et 400 montagnes au Japon sont surnommées « Fuji ». C'est notamment le cas du mont Rishiri (appelé « Rishiri Fuji »), du mont Yōtei (« Ezo Fuji »), du mont Iwaki (« Tsugaru Fuji »), du mont Iwate (« Nanbu Fuji » ou « Nanbu Kata Fuji »), du mont Chōkai (« Dewa Fuji »), du mont Bandai (« Aizu Fuji »), du mont Haruna (« Haruna Fuji »), du mont Nantai (« Nikkō Fuji »), du mont Mikami (« Ōmi Fuji »), du mont Daisen (« Hōki Fuji » ou « Izumo Fuji »), ou encore du mont Kaimon (« Satsuma Fuji »).

## Géographie

### Situation

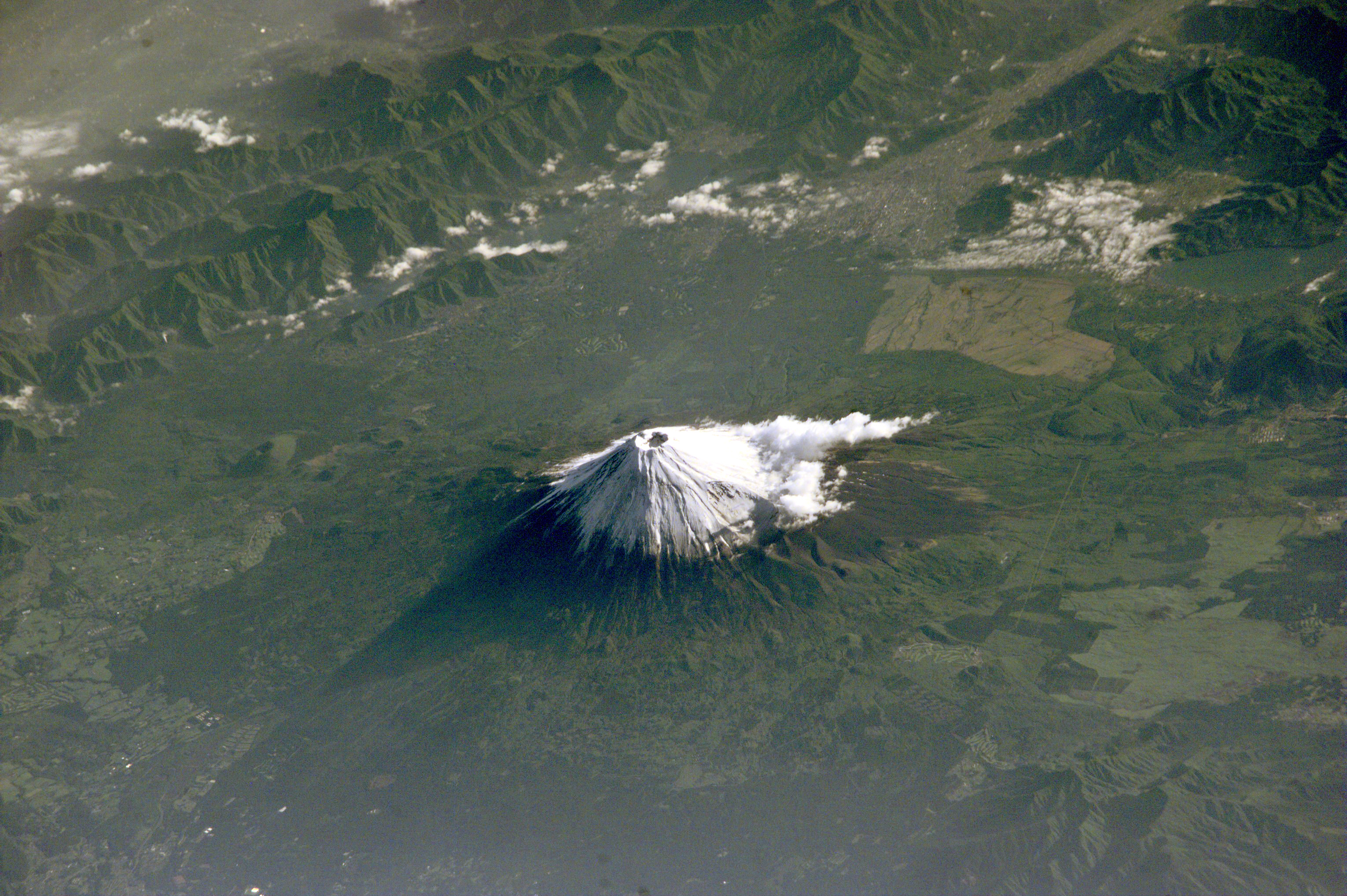
Photo satellite du mont Fuji.

Le mont Fuji est situé dans le centre du Japon et de l'île principale de Honshū, encadré par les monts Akaishi des Alpes japonaises à l'ouest, les monts Okuchichibu au nord et l'océan Pacifique au sud et à l'est. Administrativement, il est situé à cheval sur les préfectures de Shizuoka au sud et de Yamanashi au nord. S'élevant à 3 776 mètres d'altitude au pic appelé Shin-Fuji, il constitue ainsi le point culminant du Japon, visible les jours de beau temps depuis Tokyo situé à moins de 100 kilomètres à l'est-nord-est.

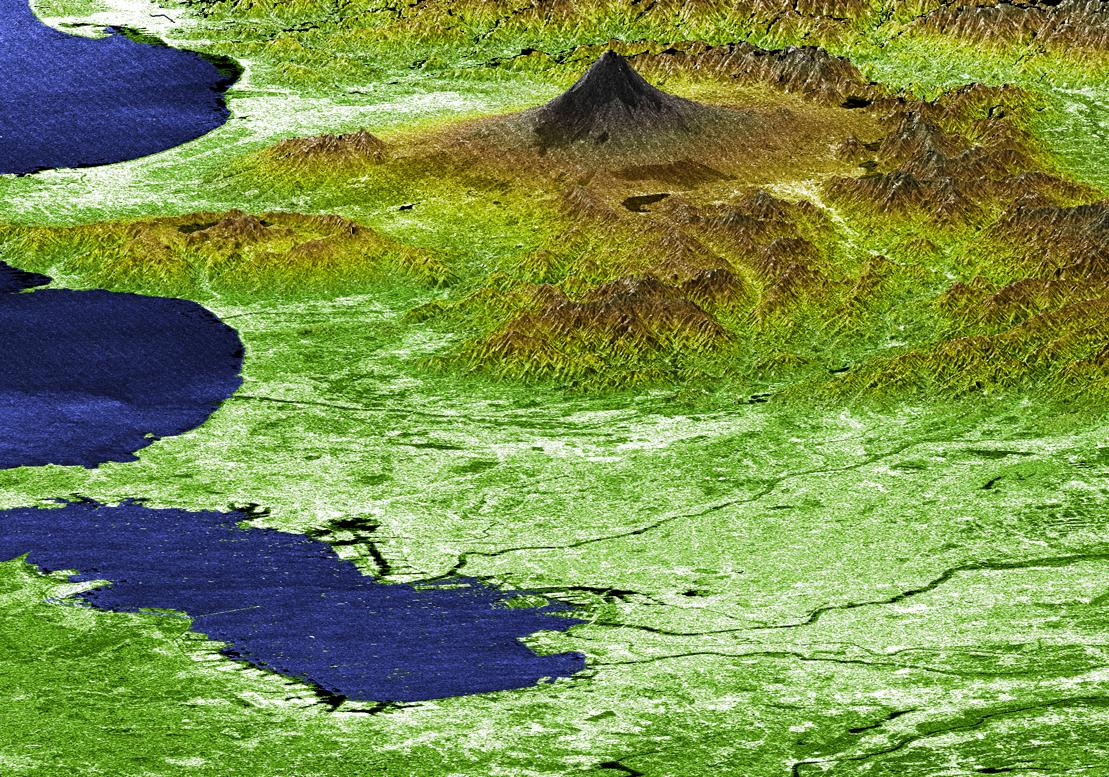
Image de synthèse du mont Fuji et de la baie de Tokyo.

Il est bordé au nord par les cinq lacs Fujigoko : le lac Motosu, le lac Shōji, le lac Sai, le lac Kawaguchi et le lac Yamanaka. Il est possible de voir le volcan depuis ces plans d'eau et du lac Ashi. À ses pieds s'étend la forêt d'Aokigahara ainsi que des villes comme Gotenba à l'est, Fujiyoshida au nord et Fujinomiya au sud-ouest. Ces villes sont reliées au reste de la mégalopole japonaise, dont l'agglomération de Tokyo qui se trouve au nord-est, par un dense réseau de communication constitué de routes, d'une autoroute et d'un tronçon du réseau de trains à grande vitesse Shinkansen.

### Topographie

Animation représentant le Fuji en trois dimensions.

La topographie du mont Fuji est dictée par le volcanisme dont il est né : de la forme d'un cône quasi-symétrique de trente kilomètres à sa base, ses pentes prononcées et régulières s'élèvent jusqu'à 3 776 mètres d'altitude, conférant un volume de 870 km3 à ce stratovolcan. Il est couronné par un cratère de 500 à 700 mètres, de diamètre pour une profondeur comprise entre 100 et 250 mètres. La seule véritable irrégularité de ses pentes est constituée par le cratère Hōei-zan situé approximativement à 2 300 mètres  d'altitude.

### Géologie

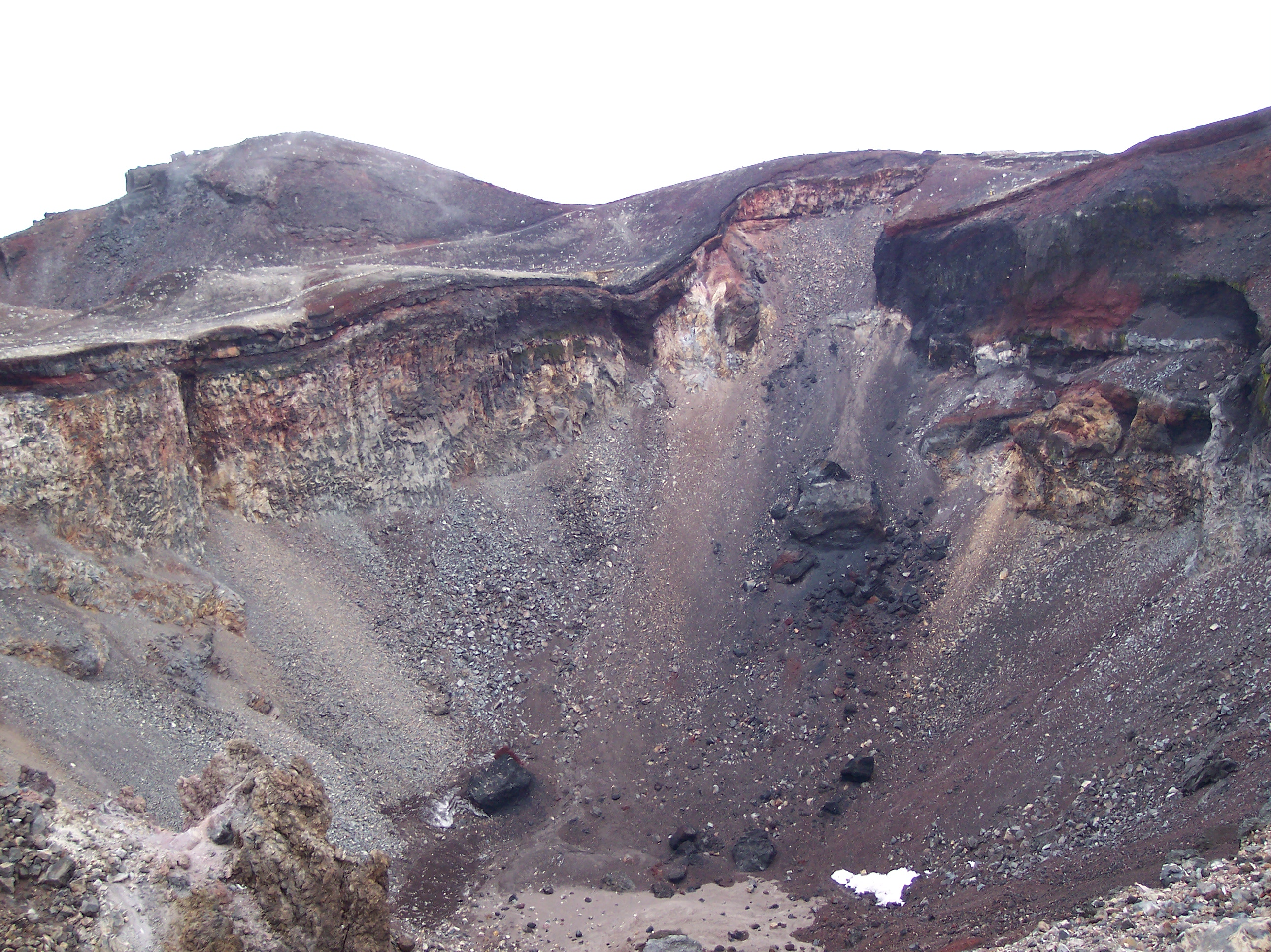
Le cratère principal du mont Fuji.

Le mont Fuji est un stratovolcan faisant partie de la ceinture de feu du Pacifique et dont les éruptions majoritairement explosives le classent comme un volcan gris. Le volcan se situe à l'aplomb de la jonction triple entre la plaque philippine et les micro-plaques de l'Amour et d'Okhotsk de la plaque eurasienne. Ces plaques forment respectivement les parties occidentale et orientale du Japon ainsi que la péninsule d'Izu. Le mont Fuji constitue le volcan le plus septentrional de l'arc volcanique formé par l'archipel d'Izu. Outre le sommet principal couronné par un cratère sommital, les flancs et les pieds du mont Fuji comportent une cinquantaine de dômes, de cônes et de petites bouches éruptives.
Les scientifiques ont identifié quatre phases d'activité volcanique distinctes dans la formation du mont Fuji. La première phase, appelée Sen-komitake, est composée d'un cœur d'andésite récemment découvert en profondeur sous la montagne. La deuxième, Komitake-Fuji, consiste en une couche de basalte probablement formée voici plusieurs centaines de milliers d'années. Il y a 100 000 ans environ, le « Vieux Fuji » se serait formé par-dessus le Komitake-Fuji. Enfin, le « Nouveau Fuji » se serait formé en lieu et place du sommet du « Vieux Fuji », il y a 10 000 ans environ,.
Le mont Fuji est actuellement classé actif avec un faible risque éruptif. La dernière éruption enregistrée date du 16 décembre 1707 pour s'achever aux alentours du 24 février 1708, durant l'époque d'Edo. Elle est parfois appelée « grande éruption Hōei ». Pendant cet évènement, un nouveau cratère volcanique, ainsi qu'un second pic, appelé Hōei-zan, s'est formé à mi-pente, sur le versant sud-est de la montagne. Les scientifiques prédisent une activité volcanique mineure dans les prochaines années.

### Climat et végétation

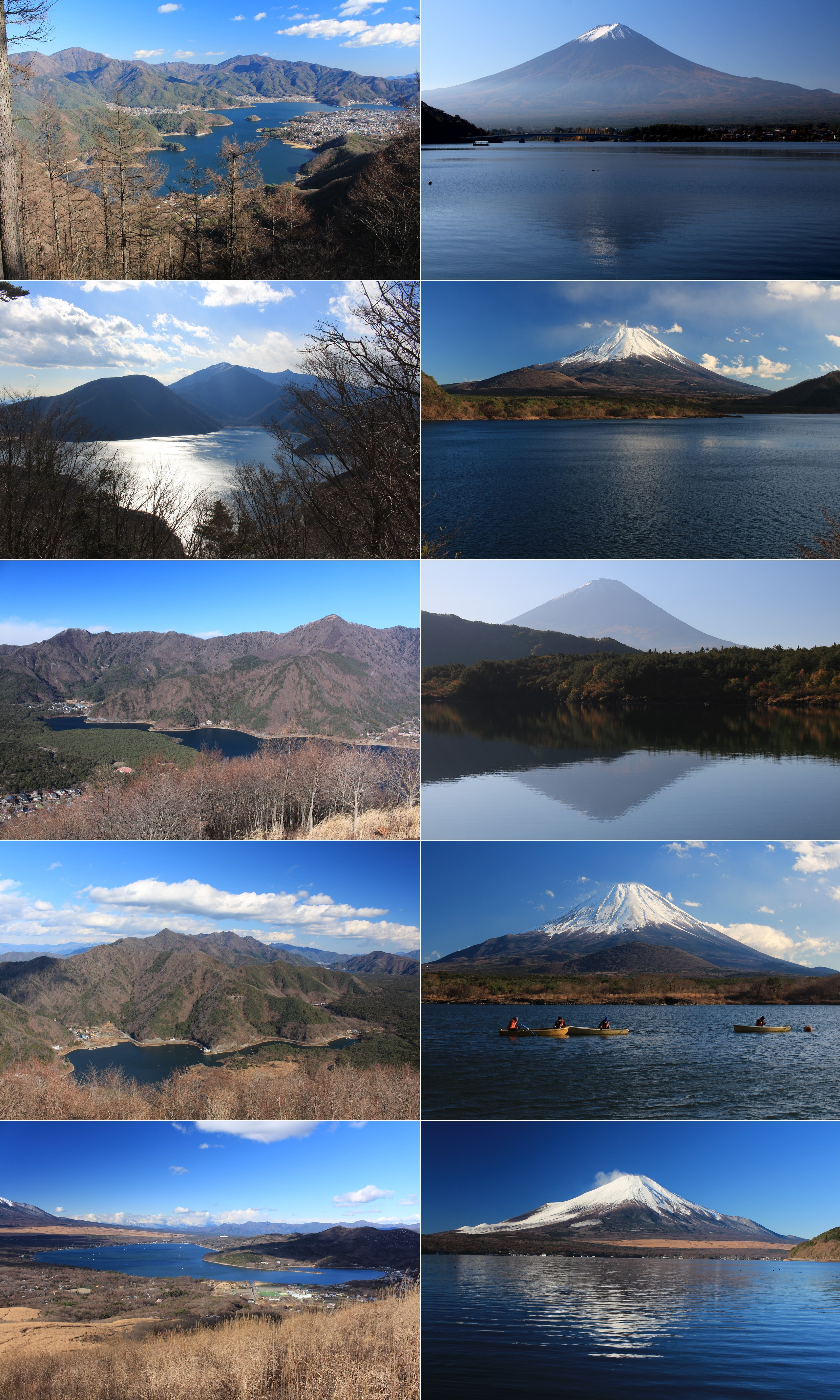
Le mont Fuji vu de la région des cinq lacs, dans la préfecture de Yamanashi.

Du fait de son altitude élevée, plusieurs climats s'étagent le long des pentes du mont Fuji. Une grande partie de la montagne se trouve au-delà de l'étage alpin où règne un climat montagnard très froid et venteux en raison de l'altitude, ce qui limite le maintien de la végétation qui n'a toujours pas réussi à se régénérer complètement depuis la dernière éruption survenue il y a trois siècles. Ce climat rigoureux ne permet pas la fonte prononcée de la neige tombée au cours de l'hiver et qui se maintient jusqu'au mois de mai, des névés subsistant parfois toute l'année. Le bas des pentes est en revanche couvert de forêts et les pieds de la montagne, jouissant d'un climat plus tempéré, sont cultivés.
La température moyenne annuelle est de −6,5 °C et les températures moyennes mensuelles s'étalent de −18 °C à +8 °C en août. Les records de température enregistrés sont de +18,2 °C le 16 août 2007 et de −35,5 °C. Le 25 septembre 1966, la station météorologique a également mesuré la vitesse record de vent pour le Japon avec 91 m/s, soit environ 330 km/h, au moment du passage d'un typhon. La haute altitude du mont Fuji et son éloignement relatif par rapport aux autres montagnes du Japon provoquent parfois en cas de vent l'apparition de turbulences atmosphériques appelées allée de tourbillons de Karman. Ainsi, le 5 mars 1966, le Boeing 707 du vol 911 de la British Overseas Airways Corporation, pris dans ce type de turbulences, se disloque en plein vol et s'écrase près du mont Fuji, peu de temps après son décollage de l'aéroport international de Tokyo-Haneda, en ne laissant aucun rescapé (113 passagers et onze membres d'équipage étaient présents dans l'appareil).
| Mois                                  | jan.       | fév.     | mars       | avril      | mai        | juin       | jui.      | août      | sep.       | oct.       | nov.       | déc.     | année     |
| ------------------------------------- | ---------- | -------- | ---------- | ---------- | ---------- | ---------- | --------- | --------- | ---------- | ---------- | ---------- | -------- | --------- |
| Température minimale moyenne (°C)     | −21,4      | −21,1    | −17,7      | −12,2      | −6,3       | −1,4       | 2,8       | 3,8       | 0,6        | −5,1       | −11,8      | −18,3    | −9        |
| Température moyenne (°C)              | −18,2      | −17,4    | −14,1      | −8,8       | −3,2       | 1,4        | 5,3       | 6,4       | 3,5        | −2         | −8,7       | −15,1    | −5,9      |
| Température maximale moyenne (°C)     | −15,3      | −14,3    | −10,9      | −5,9       | −0,6       | 4          | 8         | 9,5       | 6,5        | 0,7        | −5,9       | −12,2    | −3        |
| Record de froid (°C) date du record   | −37,3 1997 | −38 1938 | −33,9 1946 | −27,8 1965 | −18,9 1934 | −13,1 1981 | −6,9 1966 | −4,3 1972 | −10,8 1976 | −19,5 1984 | −28,1 1970 | −33 1995 | −38 1938  |
| Record de chaleur (°C) date du record | −1,7 1969  | 0 1976   | 1 1979     | 4,7 1999   | 12,2 2008  | 12,3 2013  | 17,4 2011 | 17,8 1942 | 16,3 2010  | 14 2013    | 6,9 2000   | 3,6 2004 | 17,8 1942 |
| Humidité relative (%)                 | 53         | 56       | 61         | 63         | 60         | 70         | 79        | 75        | 67         | 53         | 52         | 52       | 62        |

| Diagramme climatique                                  |              |              |             |            |         |        |          |          |           |             |              |
| J                                                     | F            | M            | A           | M          | J       | J      | A        | S        | O         | N           | D            |
| −15,3−21,480                                          | −14,3−21,180 | −10,9−17,780 | −5,9−12,280 | −0,6−6,380 | 4−1,480 | 82,880 | 9,53,880 | 6,50,680 | 0,7−5,180 | −5,9−11,880 | −12,2−18,380 |
| Moyennes : • Temp. maxi et mini °C • Précipitation mm |              |              |             |            |         |        |          |          |           |             |              |

## Histoire

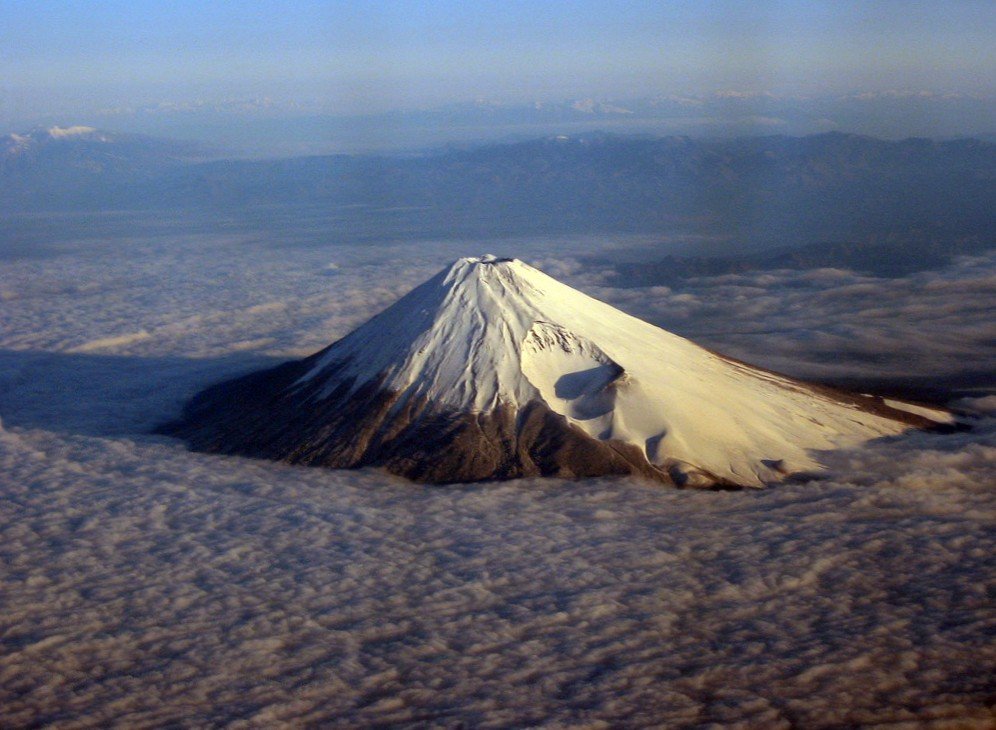
Le mont Fuji dépassant d'une mer de nuages et le cratère Hōei-zan bien visible sur le flanc Sud-Est.

### Histoire éruptive
À la suite de la phase du « Vieux Fuji », une période de 4 000 ans d'inactivité s'est déroulée, pour prendre fin il y a 5 000 ans avec la phase actuelle du « Nouveau Fuji ». Les éruptions du mont Fuji présentent des coulées de lave, des émissions de magma, de scories et de cendre volcanique, des effondrements et des éruptions latérales, d'où le qualificatif de « grand magasin des éruptions ». Les cendres du Nouveau Fuji sont souvent noires et ses éruptions sont récentes en termes de couches géologiques. Des informations précieuses sont consignées dans les documents historiques japonais du VIIIe siècle. Ils présentent une série d'éruptions représentatives.

#### Le mont Fuji durant la Préhistoire
Quatre éruptions explosives se sont déroulées à l'époque Jōmon, il y a environ 3 000 ans, connues sous les noms Sengoku (Sg), Ōsawa (Os), Ōmuro (Om) et Sunazawa (Zn). Comme le vent souffle généralement de l'ouest dans la région du mont Fuji, la plupart des éjectas sont tombés à l'est mais, dans le cas de Ōsawa, les scories et cendres ont été portées par un vent d'est jusqu'aux environs de Hamamatsu.
Il y a 2 300 ans environ, le versant oriental du volcan s'est effondré et des coulées de boue ont dévalé vers la région de Gotenba jusqu'à la plaine d'Ashigara à l'est et la baie de Suruga à travers la ville de Mishima au sud. Cet incident est appelé aujourd'hui coulée de lave de Gotenba (御殿場泥流, Gotemba deiryū).

#### L'éruption de Jōgan
En 864 (sixième année de l'ère Jōgan), une éruption se déroule sur le versant Nord-Est du mont Fuji produisant une grande quantité de lave. De la lave comble le vaste lac Senoumi (せの海), le divisant en deux et formant les actuels lac Sai (西湖) et lac Shōji (精進湖). Cet évènement est connu sous le nom d'Aokigahara lava (青木ヶ原溶岩) et le lieu est actuellement couvert par la dense forêt d'Aokigahara.

« Jōgan 6, le cinquième mois : le mont Fuji est en éruption depuis 10 jours et il éjecte du sommet une immense quantité de mâchefer et de cendres qui retombent sur terre jusqu'à l'océan à la baie d'Edo. Beaucoup de gens périssent et un grand nombre d'habitations sont détruites. L'éruption volcanique a commencé sur le flanc du Fuji-San, à proximité du mont Asama, jetant des cendres jusqu'à la province Kai. »

— Siyun-sai Rin-siyo, Hayashi Gahō, Nihon Ōdai Ichiran

#### L'éruption de Hōei

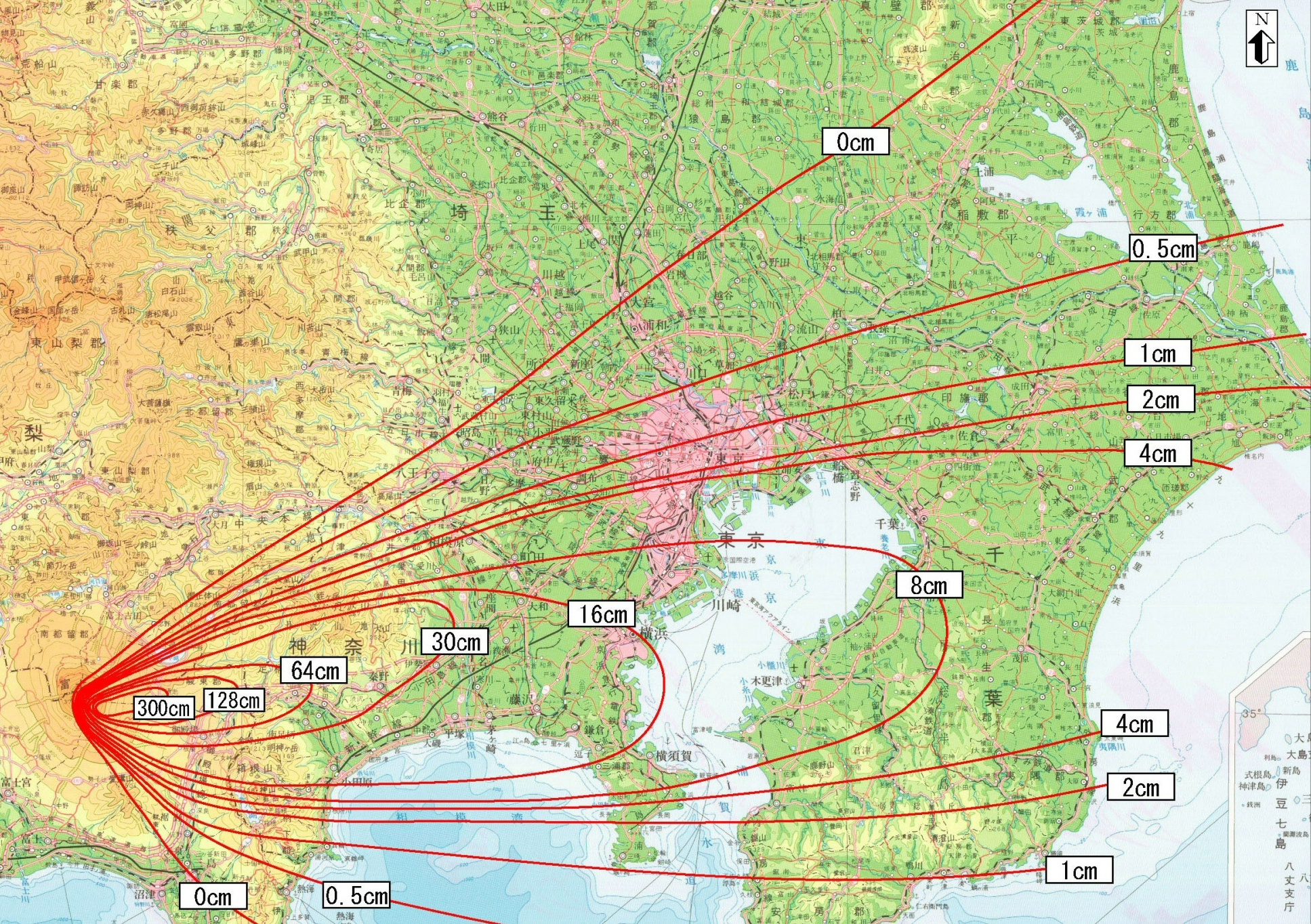
Carte de l'épaisseur des cendres et scories projeté par l'éruption de 1707 dans la région de Tokyo.

La dernière éruption du mont Fuji, survenue en 1707 (quatrième année de l'ère Hōei), est connue sous le nom de « grande éruption de Hōei ». Ayant débuté 49 jours après le tremblement de terre de Hōei, qui figure parmi les plus puissants jamais enregistrés au Japon, elle s'est déroulée sur le versant Sud-Ouest du mont Fuji et a formé trois nouvelles cheminées volcaniques, nommées « première », « deuxième » et « troisième cheminée ».

« Hōei 4, le vingt-deuxième jour du dixième mois : une éruption du mont Fuji. Le mâchefer et les cendres tombent comme de la pluie à Izu, Kai, Sagami et Musashi. »

— Siyun-sai Rin-siyo, Hayashi Gahō, Nihon Ōdai Ichiran
Bien qu'elle n'ait pas engendré de coulée de lave, cette éruption est remarquable par la propagation des cendres volcaniques et des scories émises jusqu'à une région aussi éloignée qu'Edo (ancien nom de Tokyo) située à cent kilomètres au nord-est. Le volume d'éjectas a été estimé à 800 000 000 m3, soit un indice d'explosivité volcanique qui pourrait être estimé à 4. L'année suivante, les débris volcaniques accumulés dans les champs près du cours de la rivière Sakawa, située à l'est de la montagne, sont mobilisés par les pluies, comblent le lit du cours d'eau et forment çà et là des barrages temporaires. L'averse des 7 et 8 août provoque une avalanche de cendre et de boue qui détruit les barrages, provoquant alors une inondation dans la plaine Ashigara.

#### Autres éruptions connues
Seize éruptions ont été enregistrées depuis 781. La plupart se sont déroulées durant l'époque Heian avec douze éruptions entre 800 et 1083. Parfois, les périodes d'inactivité peuvent durer des centaines d'années comme entre 1083 et 1511. Actuellement, aucune éruption n'a eu lieu depuis l'éruption Hōei, il y a plus de 300 ans.

#### Prévention
La prévention des risques éruptifs est assurée par le Comité de coordination pour la prévention des éruptions volcaniques dépendant de l'Agence météorologique japonaise en ce qui concerne la prévision et le suivi sismique des évènements, le cabinet du Premier ministre en ce qui concerne la mise en place d'un plan d'évacuation et le Ministère du territoire, des infrastructures et du transport pour la protection contre les risques de glissement de terrain.
Ainsi, entre septembre 2000 et janvier 2001, le nombre de secousses telluriques sous le volcan est passé d'une ou deux par mois à 35 en septembre, 133 en octobre, 222 en novembre, 144 en décembre puis 36 en janvier 2001, faisant craindre le pire, avant que tout ne rentre dans l'ordre. Ces secousses étaient pour la plupart du type basse fréquence et se situaient à quinze kilomètres de profondeur, au nord-est du sommet.
En septembre 2012, la pression de la chambre magmatique est de 1,6 MPa, soit l'équivalent d'une pression atmosphérique de 15,8 kg/cm2, faisant craindre une éruption théoriquement envisageable à partir d'une pression de 0,1 MPa. Cette forte pression est due à des mouvements tectoniques provoqués par le séisme de 2011 de la côte Pacifique du Tōhoku.

### Première ascension
La première ascension connue du mont Fuji est datée de 663 et a été réalisée par le moine bouddhiste En no Gyōja. Le premier non-Japonais à gravir le volcan est sir Rutherford Alcock en 1860.
Le shintoïsme, tout comme le bouddhisme, impose des interdits en rapport avec tout ce qui touche au sang. Les femmes, par exemple, du fait de la menstruation, sont considérées comme impures. En conséquence, elles sont exclues des lieux saints des deux religions, en particulier des montagnes comme le mont Fuji. Le statut de ce dernier dans la culture japonaise incite cependant des femmes à braver cet interdit ; en 1832, Takayama Tatsu, une jeune femme membre d'une secte adoratrice du mont Fuji, se joint, vêtue d'une tenue d'homme, à un groupe de pèlerins et effectue, avec la bienveillance de son maître spirituel, la première ascension connue du volcan par une femme.

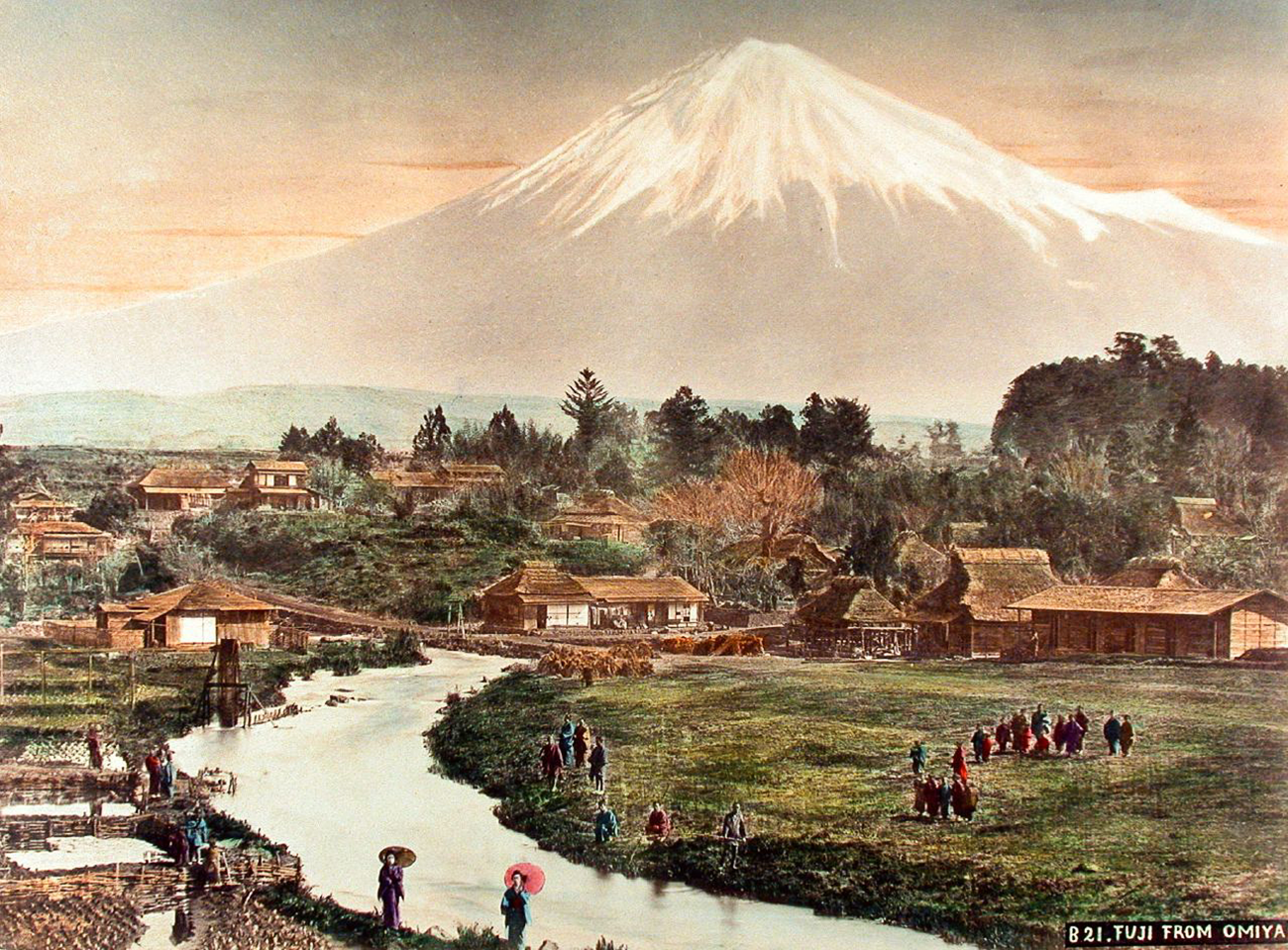
Mont Fuji depuis Omiya, vers 1890.

À la fin de l'ère Edo, les autorités religieuses, soucieuses d'attirer davantage de croyants aux temples et sanctuaires, commencent à envisager la levée de l'interdiction faite aux femmes d'escalader les montagnes sacrées afin de favoriser leur visite des lieux saints construits au pied des montagnes ou sur leurs pentes. Ainsi, dès la première année de l'ère Man'en (1860-1861), l'ascension du mont Fuji est permise aux femmes jusqu'à la huitième station, à l'altitude d'environ 3 200 mètres. Ce mouvement d'ouverture s'accélère les années suivantes sous l'impulsion de personnalités étrangères ; en septembre 1867, le diplomate britannique Harry Smith Parkes gravit le mont Fuji en compagnie de son épouse, Fanny Parkes, qui devient la première femme non-japonaise à entrer dans le périmètre sacré du volcan. La présence d'une femme, étrangère de surcroît, au sommet du mont Fuji n'ayant suscité ni opposition ni protestation dans le pays, des Japonaises prennent l'initiative de demander l'autorisation d'y accéder à leur tour. Cinq ans plus tard, le gouvernement de Meiji lève par ordonnance l'interdiction dans tout le pays. Depuis, le mont Fuji constitue une destination touristique populaire et nombreux sont les Japonais qui le gravissent au moins une fois dans leur vie.

### Présence militaire
Des samouraïs pratiquaient jadis leur entraînement au pied du mont Fuji, près de la ville actuelle de Gotenba. Le shogun Minamoto no Yoritomo a pratiqué le yabusame dans la région au début de l'époque de Kamakura. Depuis 2006, les Forces japonaises d'autodéfense aux camps de Kita-Fuji (nord-est) et Higashi-Fuji (sud-est), ainsi que le Corps des Marines des États-Unis au Camp Fuji (plaine de Kantō) possèdent des bases militaires au pied du volcan.

## Activités

### Ascension

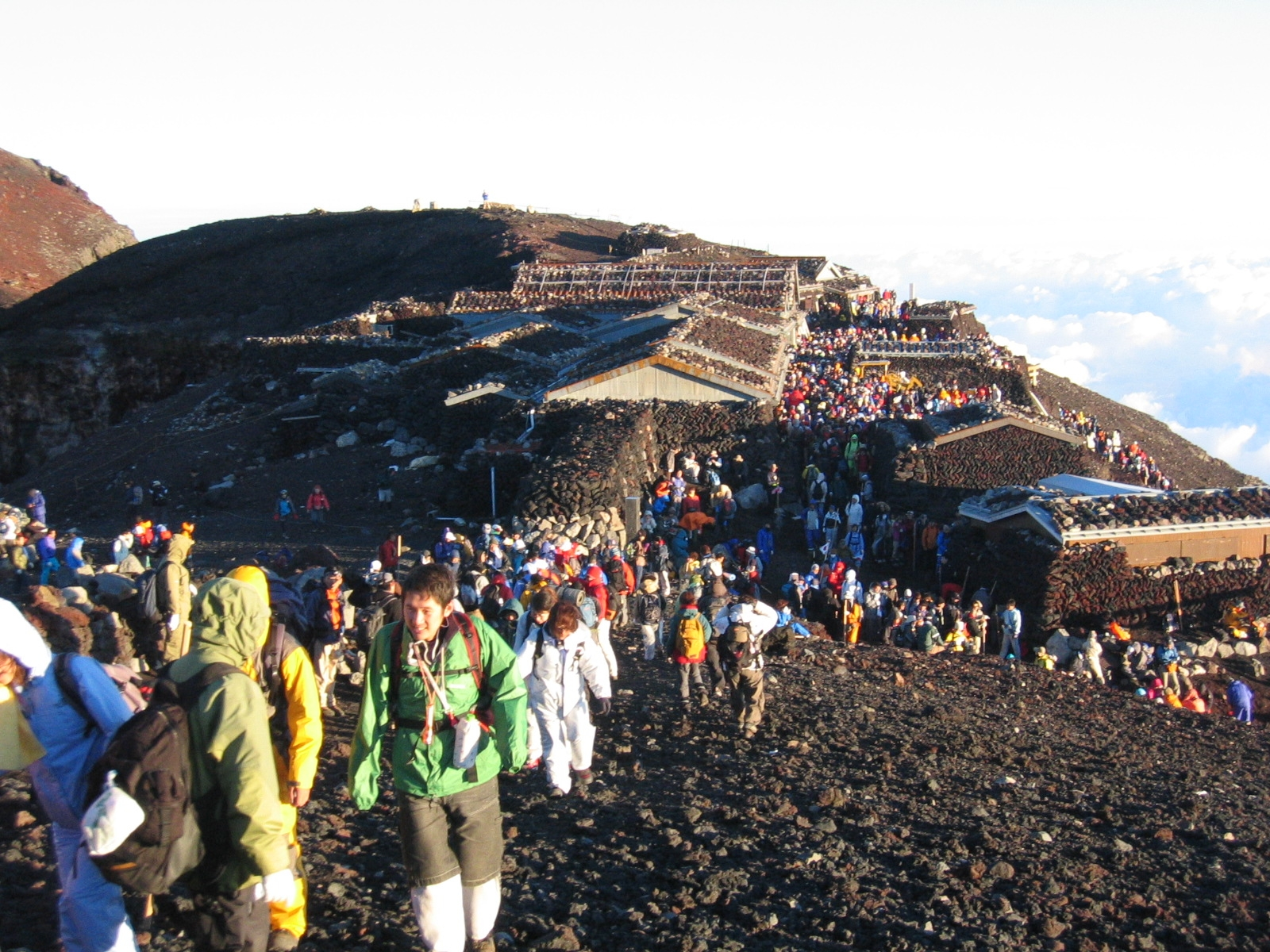
Foule au sommet du volcan.

L'ascension du mont Fuji est relativement aisée bien que pouvant se révéler éprouvante du fait de la grande distance horizontale à parcourir entre le lieu de départ pédestre et le sommet. Il arrive que ses sentiers soient bondés, le volcan étant un lieu de pèlerinage populaire, hormis en hiver lorsqu'il est alors recouvert de neige et de glace. La période la plus fréquentée pour gravir le mont Fuji dure du 1er juillet au 27 août en raison de l'ouverture estivale des refuges et autres commodités touristiques ainsi que de la circulation des bus jusqu'à la cinquième station, la dernière accessible par la route et la plus proche du sommet. Chaque année, le nombre de visiteurs gravissant le mont Fuji est d'environ 300 000 personnes, dont 70 % de Japonais.

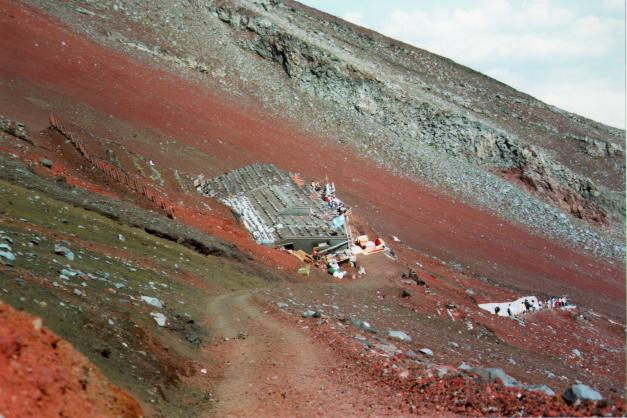
Une des stations où les grimpeurs peuvent s'arrêter pour boire, manger ou se ravitailler en oxygène.

L'ascension peut prendre entre trois et huit heures et la descente entre deux et cinq heures. La randonnée est divisée en dix stations et la route se termine à la cinquième station, à environ 2 300 mètres d'altitude, dont les refuges ne sont pas souvent ouverts la nuit pour les randonneurs. Quatre itinéraires majeurs partent vers le sommet depuis cette cinquième station : Kawaguchiko, Subashiri, Gotenba et Fujinomiya (dans le sens des aiguilles d'une montre) avec quatre itinéraires secondaires depuis les pieds de la montagne : Shojiko, Yoshida, Suyama et Murayama. Les stations réparties le long des différents itinéraires se trouvent à des altitudes variées : la plus haute, la cinquième station localisée à Fujinomiya, est suivie par celle de Kawaguchiko, de Subashiri et enfin de Gotenba. Même si elle n'est que la deuxième plus haute station parmi les cinq, Kawaguchiko est la plus fréquentée en raison de son vaste stationnement,.

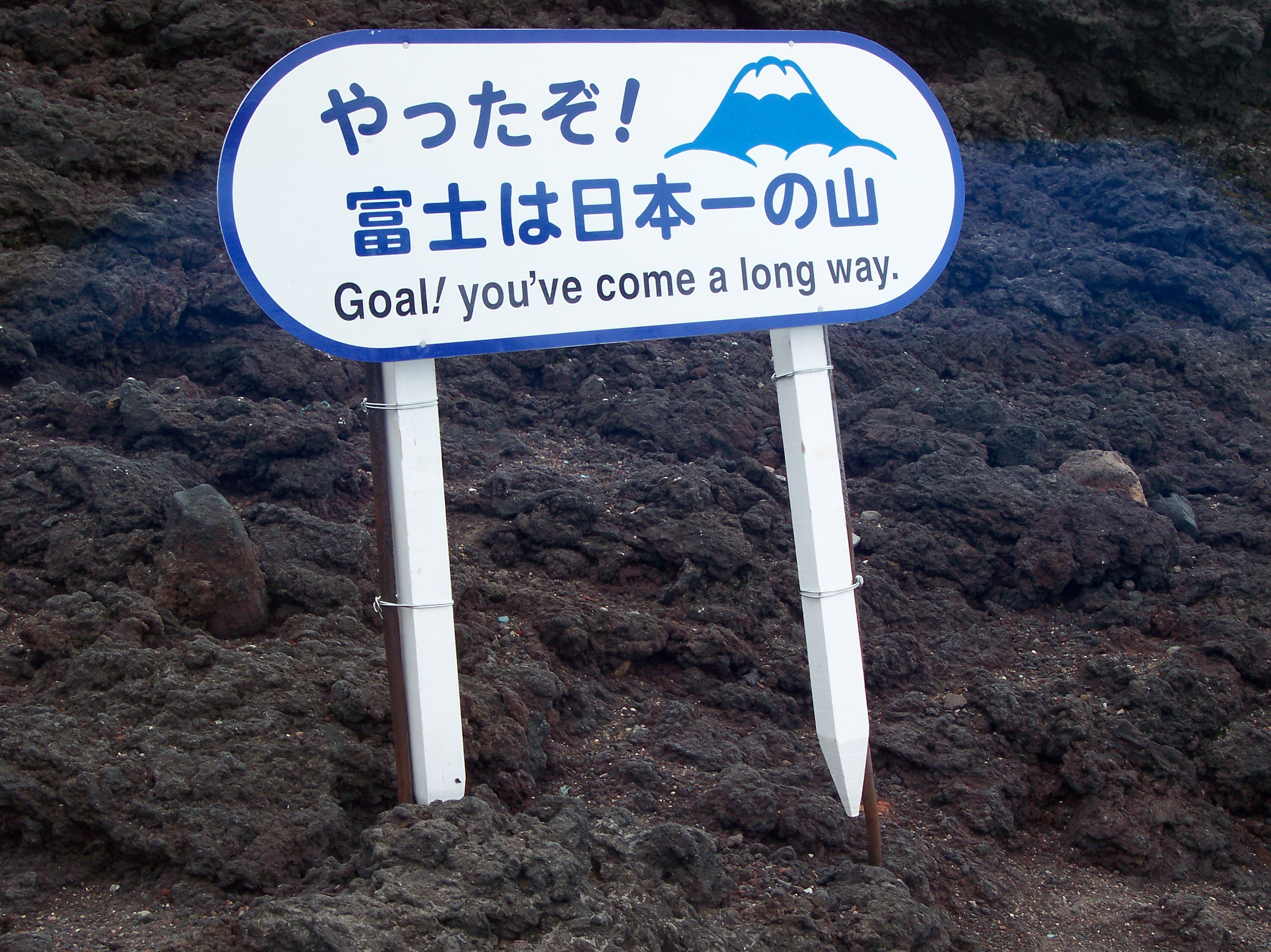
Panneau indiquant le sommet.

Bien que la plupart des randonneurs ne montent pas par les itinéraires de Subashiri et de Gotenba, beaucoup les empruntent lors de leur descente afin de profiter de leurs sentiers recouverts de cendres volcaniques. Ainsi, il est possible de couvrir la distance séparant la septième de la cinquième station en seulement trente minutes. Il est également possible d'effectuer l'ascension avec un vélo tout terrain afin de profiter de la descente, même si l'exercice est particulièrement risqué en raison de la foule et de la difficulté à contrôler la vitesse.

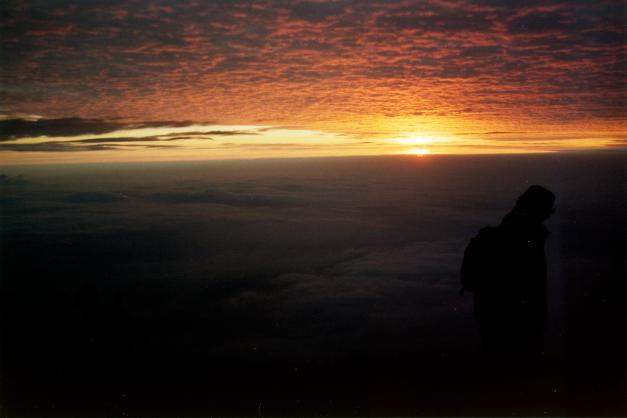
Aurore depuis le sommet du mont Fuji.

Les quatre itinéraires depuis le pied de la montagne offrent l'accès à des sites historiques : Murayama est le plus ancien alors que Yoshida présente de nombreux sanctuaires anciens, des maisons de thé et des refuges tout au long du sentier d'où sont parfois visibles des ours noirs d'Asie. Chaque 26 août, une retraite aux flambeaux est organisée, passant par les temples shintô et se rendant jusqu'au sanctuaire de Yoshida. Ces itinéraires qui ont récemment gagné en popularité sont par conséquent restaurés.
Depuis juillet 2024, l'ascension du sentier Yoshida coûte 2 000 yens ; il est limité à 4 000 personnes par jour et interdit d'accès entre 16 heures et 2 heures du matin. Ces mesures ont été prises par la préfecture de Yamanashi le 4 mars 2024 en raison du sur-tourisme du sentier Yoshida, qui voit affluer 60 % des personnes qui veulent gravir le sommet du mont Fuji. Les accès par les trois autres sentiers restent gratuits, et ils ne sont pas impactés par ces restrictions.
Au sommet, le sentier permet de gagner chacun des huit pics situés sur le rebord du cratère sommital et dont le plus élevé comporte le système radar. Les grimpeurs ayant fait l'ascension de nuit, outre le fait d'avoir évité l'éprouvante randonnée sous le soleil, ont le privilège d'assister au lever du soleil depuis le sommet, évènement particulièrement apprécié des Japonais, spécialement dans la nuit du 31 décembre au 1er janvier et cela malgré les conditions climatiques difficiles. Il est possible ensuite d'observer le panorama durant la descente.
Jusqu'à fin mai, le mont Fuji offre différents itinéraires de ski de randonnée sur son versant Nord-Est, à partir de la 5e station (2 300 m). La route d'accès est ouverte à partir de 3 heures du matin.

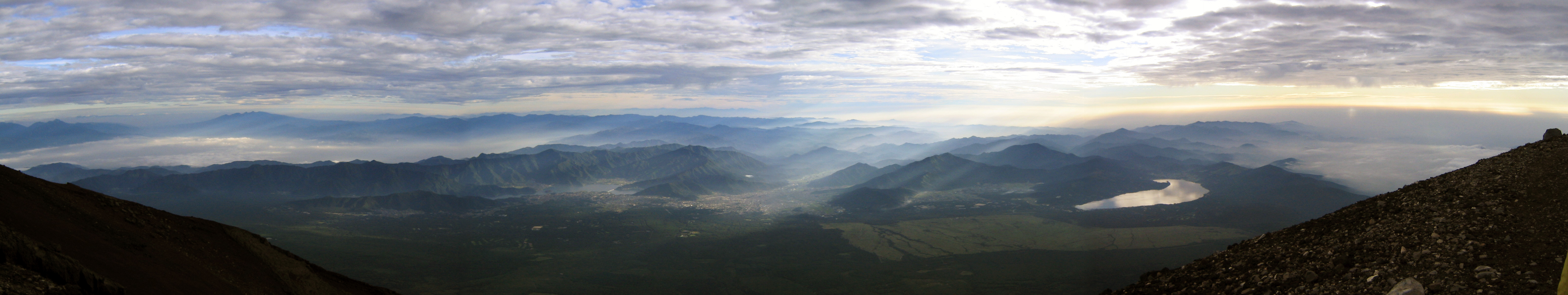
Panorama matinal vers le nord-est depuis le mont Fuji ; de gauche à droite : le lac Kawaguchiko, la ville de Fujiyoshida et le lac Yamanaka.

### Sport

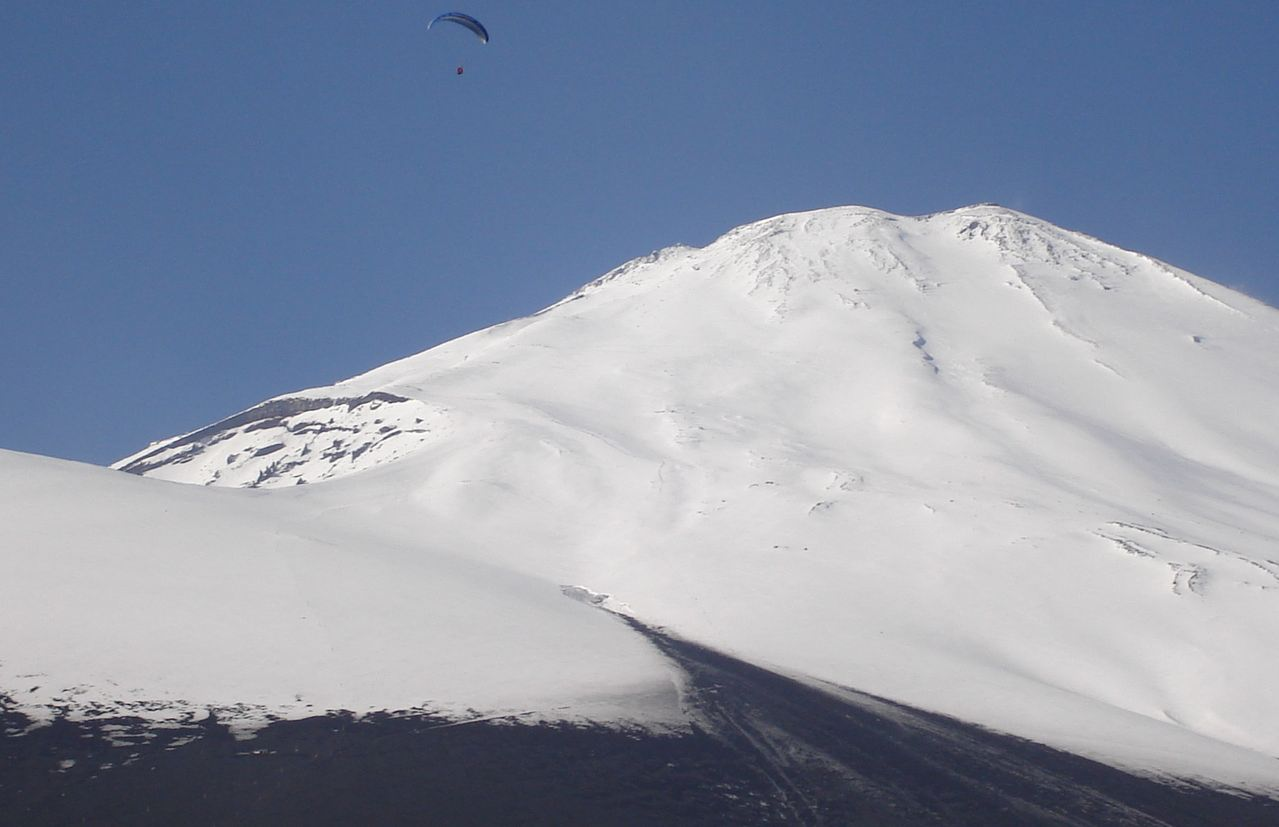
Mont Fuji et parapente vus de Gotenba, sur le versant méridional.

Les parapentistes décollent du voisinage du parking de Gotenba, entre Subashiri et le pic Hōei-zan, sur le versant sud de la montagne, ou parfois d'autres endroits selon la direction du vent. Plusieurs écoles de parapente utilisent les vastes pentes mi-sablonneuses mi-herbeuses du volcan comme terrain d'entraînement.
En 1913, une première course de montagne est organisée depuis la gare de Gotemba jusqu'au sommet du volcan. La course est ensuite rallongée en format « montée et descente » mais ce nouveau format particulièrement difficile voit des concurrents s'évanouir. La course est alors transformée en relais ekiden en 1923, suivant un parcours en boucle sur le flanc du volcan. Suspendue lors de la Seconde Guerre mondiale, la course est brièvement relancée au début des années 1950 puis de manière permanente à partir de 1976.
La course du mont Fuji voit le jour en 1948. Partant de l'ancienne ville de Fujikamiyoshida (actuelle Fujiyoshida), elle rallie le sommet du volcan en suivant l'itinéraire Yoshida.
Depuis 2012, un ultra-trail appelé Ultra-Trail Mt.Fuji se dispute chaque année en avril au pied du mont Fuji. L'épreuve intègre l'Ultra-Trail World Tour en tant que cinquième étape d'un circuit mondial de dix courses lors de sa fondation en 2013.
Il existe également un circuit automobile au pied du mont Fuji : le Fuji Speedway. Le tracé de 4,563 km a été créé en 1965 et a accueilli le Grand Prix du Japon de Formule 1 en 1976 et 1977. Cette année-là, un grave accident impliquant la Ferrari de Gilles Villeneuve entraîne la mort d'un spectateur et d'un commissaire de piste. Le Japon est privé de Grand Prix jusqu'en 1987 où il se déroule, jusqu'en 2006, à Suzuka. En 2000, le circuit du mont Fuji devient la propriété de Toyota et finalement, en 2007, la compétition y fait son retour avec la victoire de Lewis Hamilton.

### Protection environnementale
Le mont Fuji fait partie du parc national de Fuji-Hakone-Izu au même titre que les cinq lacs de Fuji, Hakone, la péninsule d'Izu et l'archipel d'Izu. Il est l'habitat de nombreuses espèces d'oiseaux sauvages ce qui lui vaut d'être appelé : « paradis des oiseaux sauvages », et est connu pour abriter de rares espèces de lézards, en particulier le lézard Takydromus tachydromoides.
Candidat depuis 2007, le mont Fuji est inscrit sur la liste des biens culturels du patrimoine mondial de l'UNESCO en juin 2013. Le projet, né au début des années 1990, semblait impossible à réaliser tant les conditions environnementales sont drastiques mais cette perspective a poussé les autorités à se lancer dans un plan de nettoyage de cette montagne emblématique.

### Observatoire

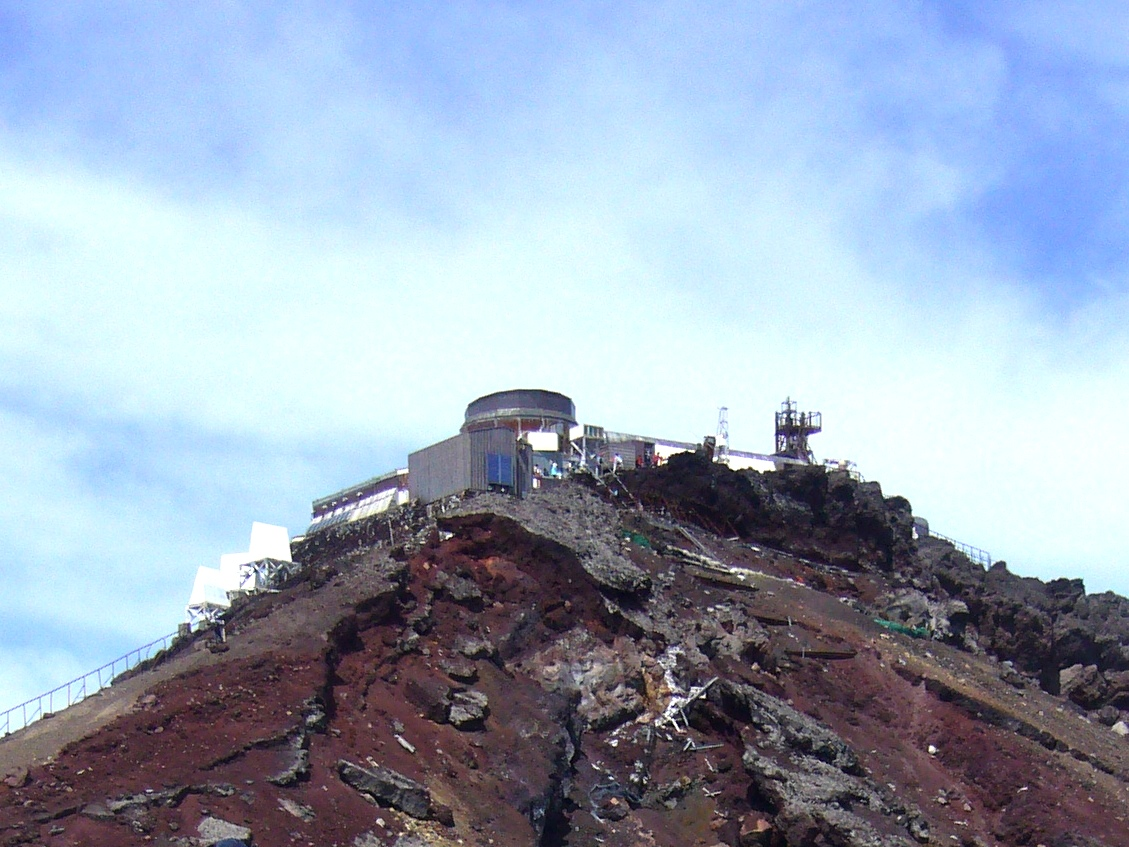
Station météo du mont Fuji en 2007, sans le radar. Sa base ronde au centre est encore visible.

En 1932, une station météorologique temporaire est installée au sommet du mont Fuji. Elle récolte de nombreuses informations qu'elle envoie par onde VHF. En 1936, il est décidé de la transformer en station permanente, ce qui en fait la plus élevée au monde à l'époque. Un des buts de la station météorologique est d'obtenir des données en altitude afin de mieux alimenter les modèles atmosphériques pour prévoir les typhons en mesurant la température de l'air, l'humidité et la pression atmosphérique.
Le 15 août 1964, l'installation est complétée par le radar météorologique du mont Fuji d'une portée de 800 kilomètres possédant une antenne circulaire de cinq mètres de diamètre,. Malgré les conditions météorologiques difficiles, il est utilisé en ces lieux jusqu'à fin 1999 alors que sa fonction de veille lointaine est remplacée par les satellites météorologiques. L'antenne, le radôme et l'équipement de soutien sont redescendus en 2004 au pied de la montagne, au nouvel observatoire millimétrique de Fujiyoshida, où ils font partie d'un musée,.

### Musées
Sur les rives du lac Kawaguchi, l'un des cinq lacs du Mont Fuji, le musée d'Art Kawaguchiko permet de voir une petite collection de peintures et de photographies directement liée au mont Fuji.

### Industries
Les eaux souterraines du mont Fuji et des alentours sont utilisées à des fins pharmaceutiques, pour les industries papetières et comme eau minérale grâce à leur richesse en vanadium. Il existe de célèbres sources d'eau chaude tout autour du volcan qui ont permis l'essor du thermalisme.
Le nom de « Fuji » sert de franchise à un certain nombre d'entreprises au Japon, l'une des plus connues étant Fujifilm, la marque de film photo et le fabricant d'appareils photos et caméras numériques.

## Dans la culture populaire

### Représentations artistiques
Du fait de son profil montagneux exceptionnellement symétrique, le mont Fuji est devenu un des symboles du Japon. Il a inspiré de nombreux poètes et apparaît dans d'innombrables représentations picturales (emaki ou rouleaux illustrés, mandalas comme le Fuji-sankei, estampes ukiyoe ou encore artisanat). La plus ancienne connue à ce jour est un dessin sur le papier d'une porte coulissante datant environ du XIe siècle.
Il a été l'objet d'un attachement tout particulier des peintres japonais du XIXe siècle qui, comme le maître de l'estampe nipponne Hokusai (1760-1849) avec ses Trente-six vues du mont Fuji (Fugaku Sanjūrokkei, 1831), ont fortement influencé l'impressionnisme européen. En 1835, le même Hokusai publie sa série les Cent vues du mont Fuji (Fugaku Hyakkei) sous la forme de trois livres en noir et gris.

Œuvres de Hokusai
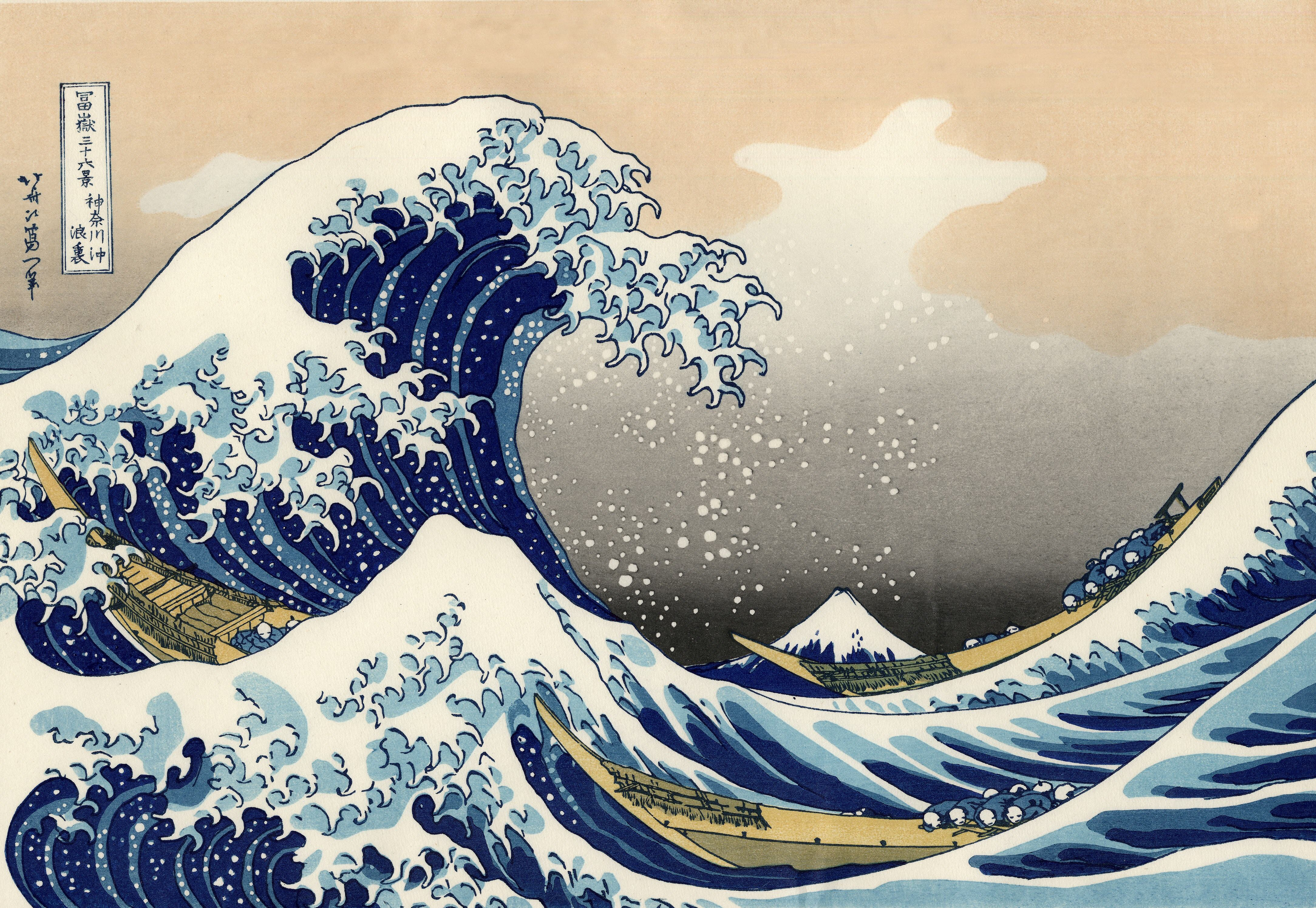
Trente-six vues du mont Fuji, planche no 1 : La Grande Vague de Kanagawa (Kanagawa-oki nami-ura).
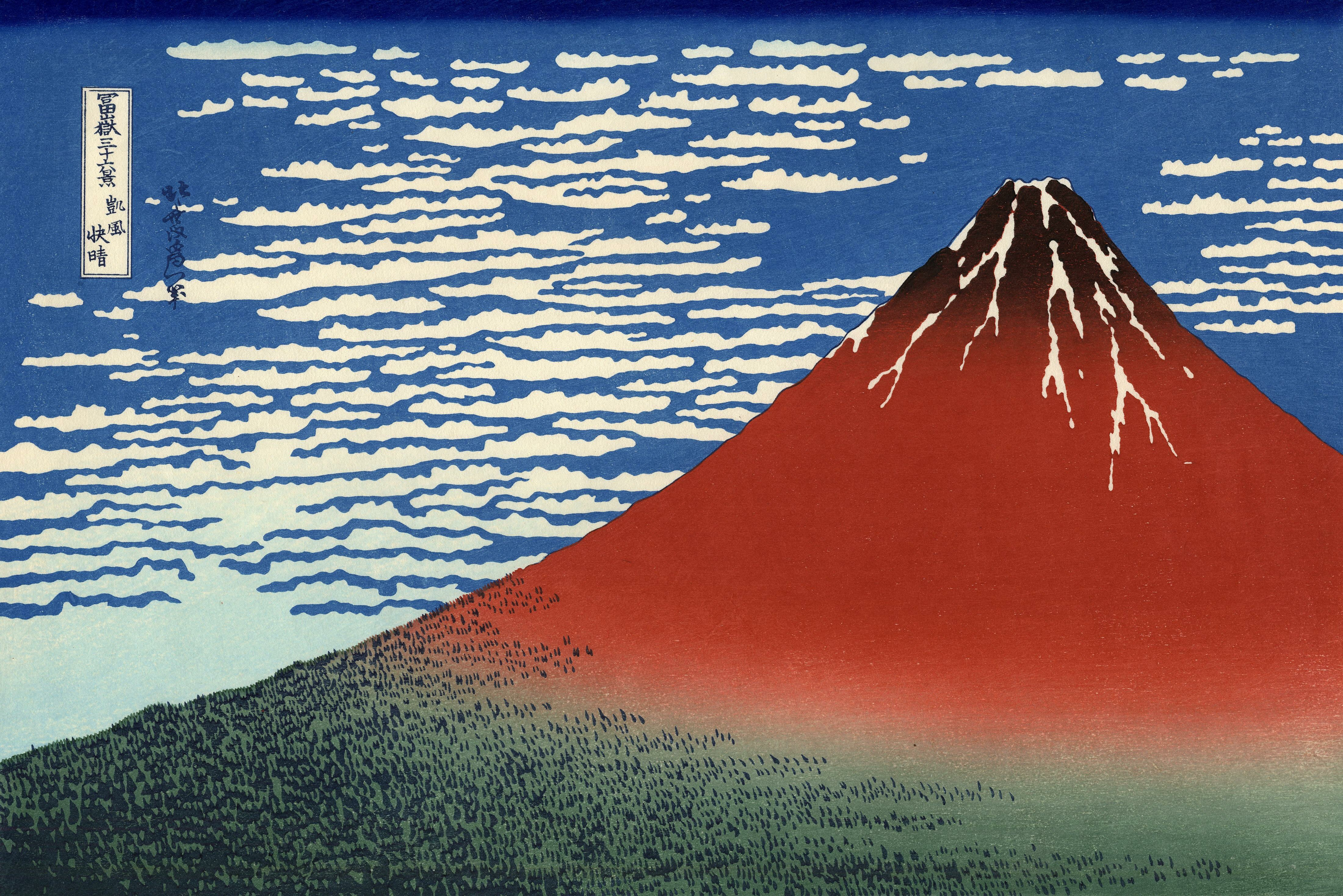
Trente-six vues du mont Fuji, planche no 2 : Le mont Fuji par temps clair ou Fuji rouge (Gaifu kaisei).
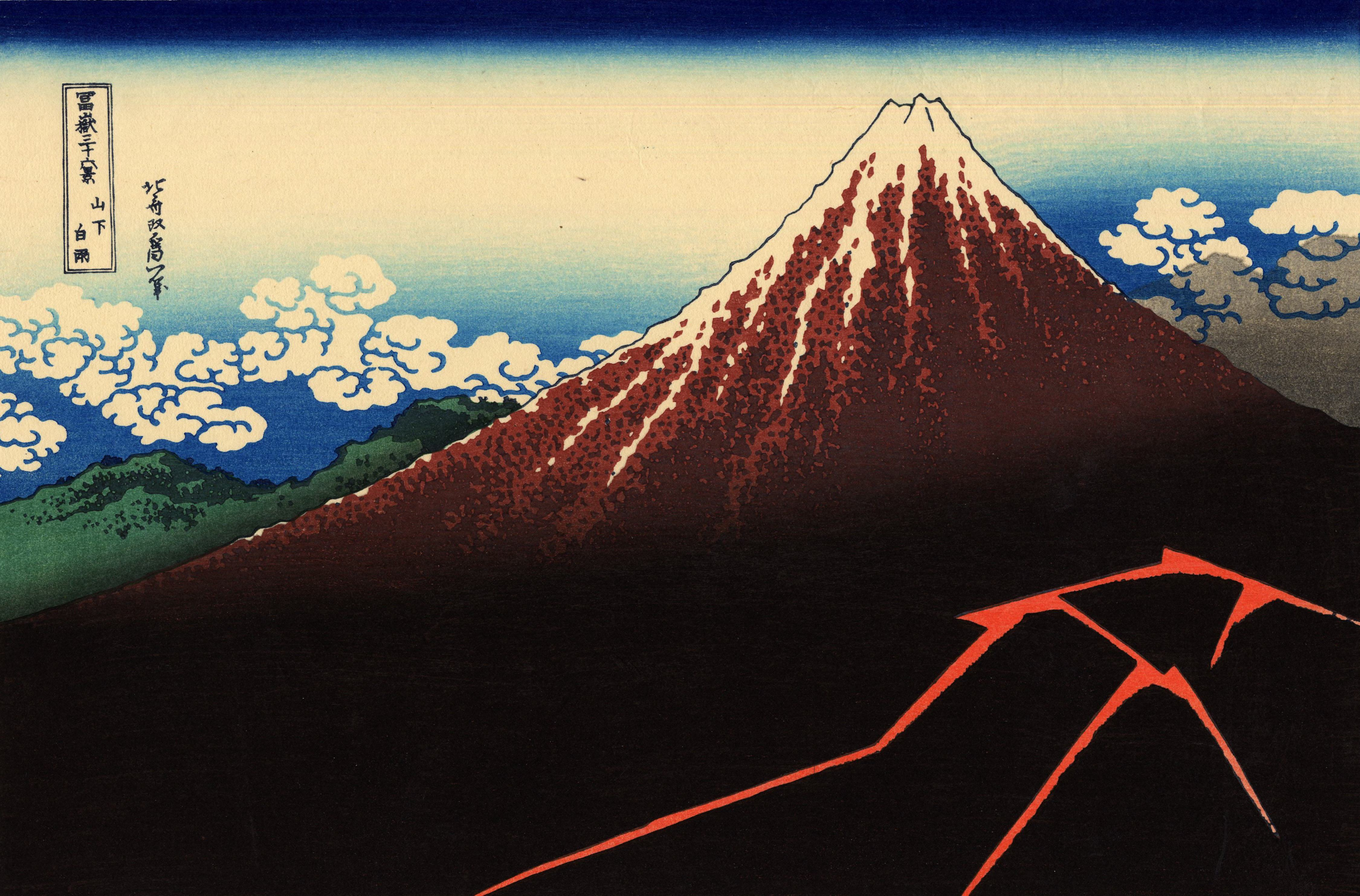
Trente-six vues du mont Fuji, planche no 3 : Orage au pied du mont Fuji (Sanka haku-u).
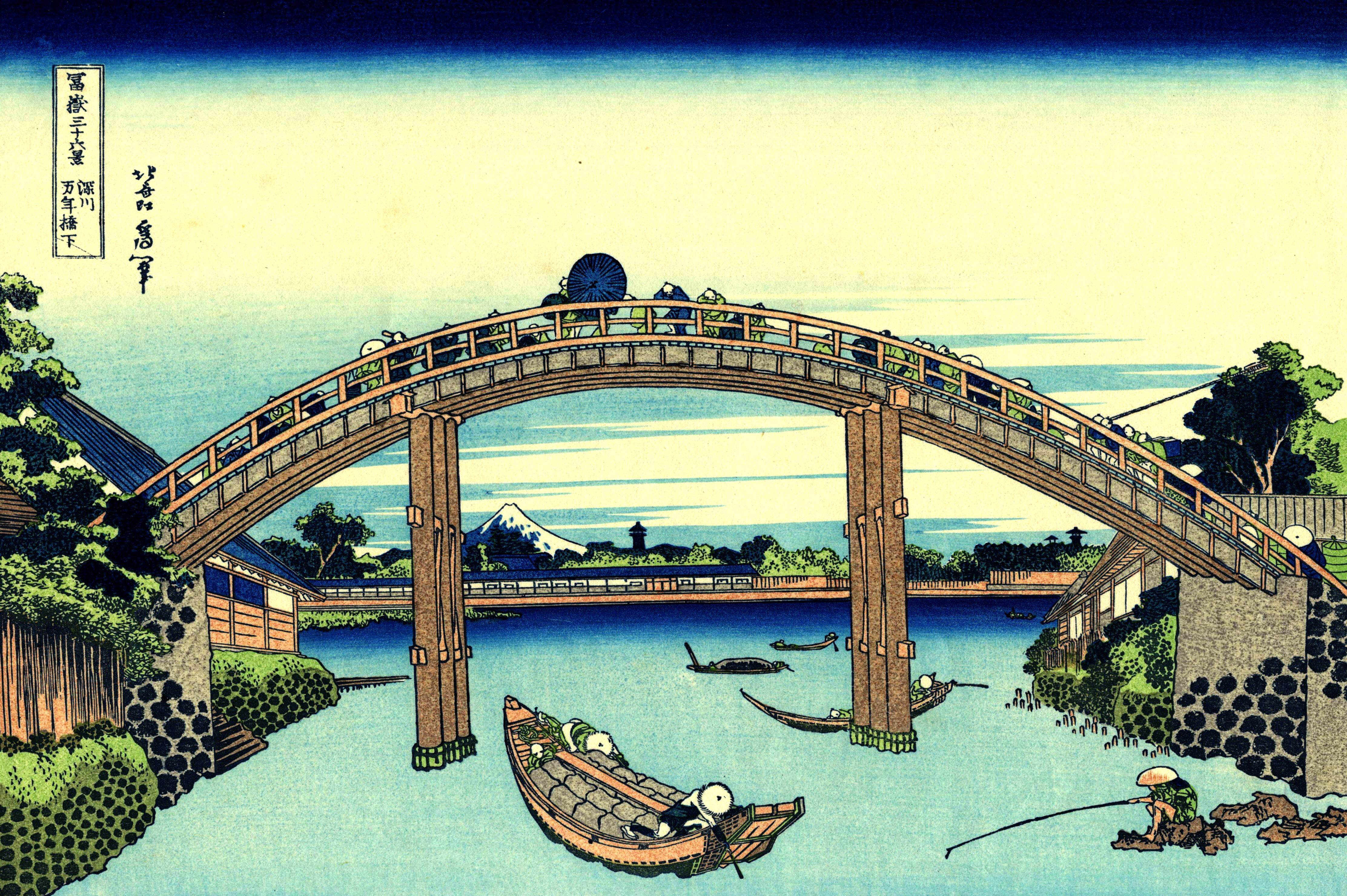
Trente-six vues du mont Fuji, planche no 4 : Le mont Fuji vu à travers le pont de Mannen à Fukagawa (Fukagawa Mannen-bashi).
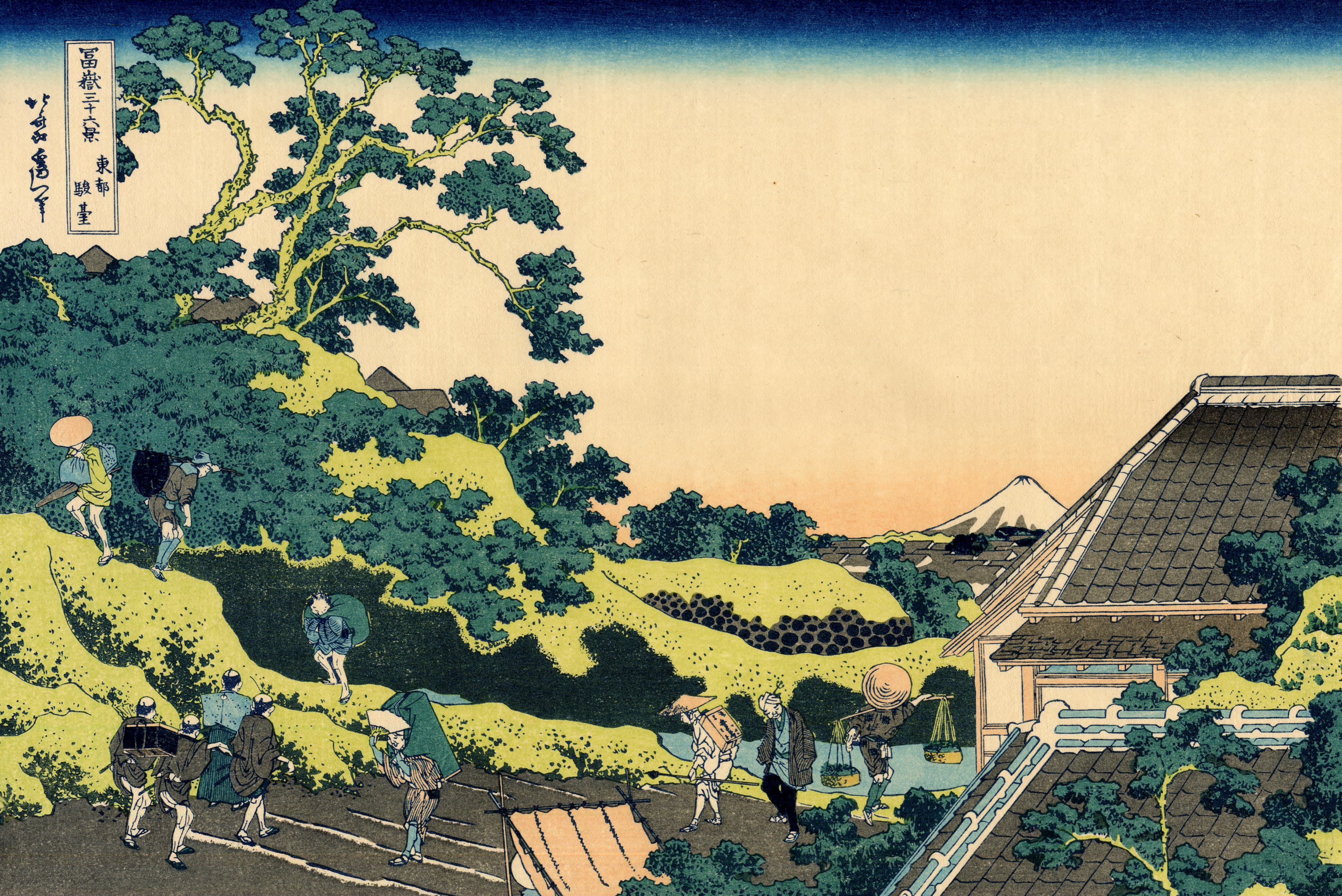
Trente-six vues du mont Fuji, planche no 5 : Le mont Fuji vu du col de Mishama (Toto sundai).
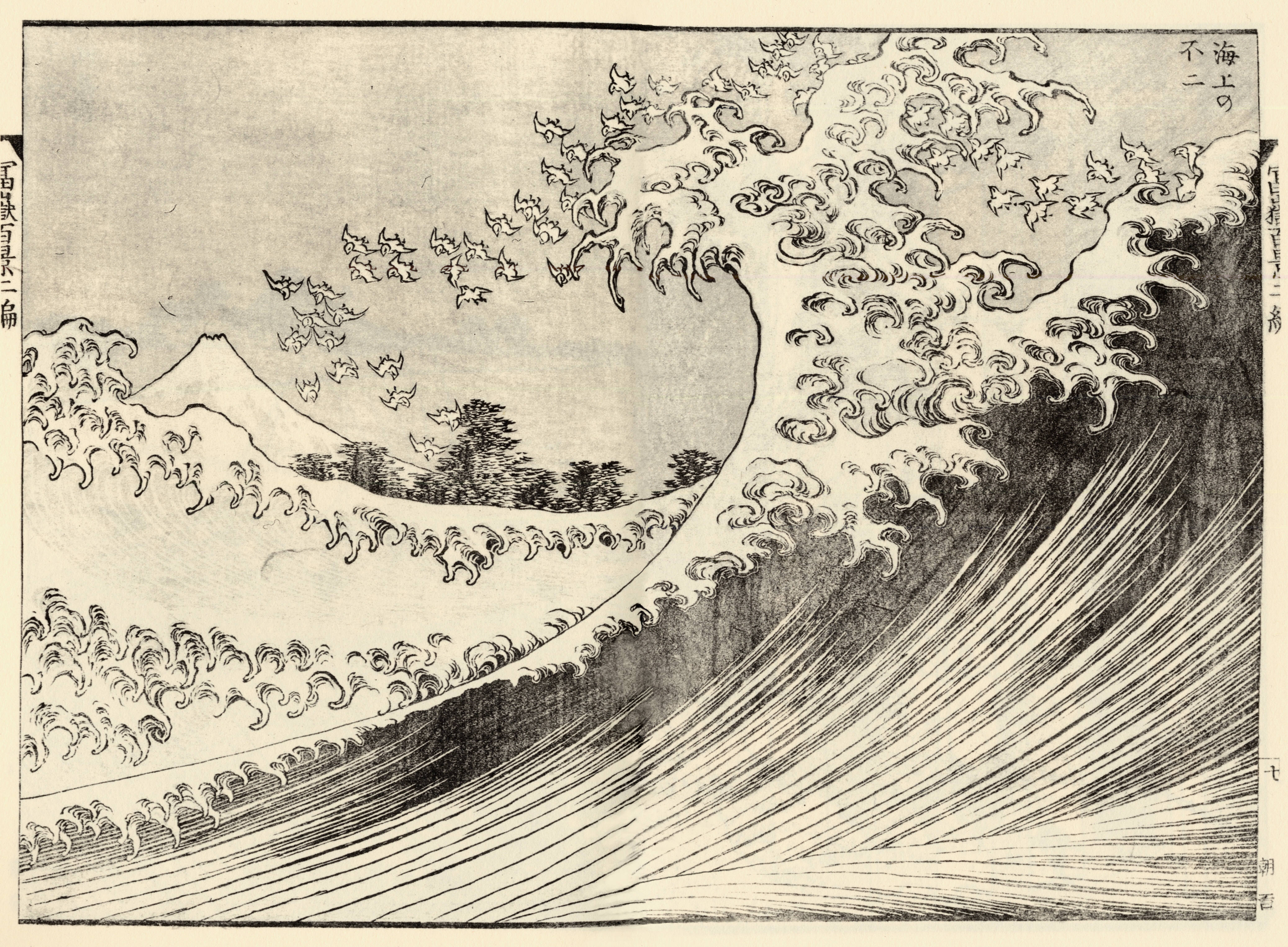
Cent vues du mont Fuji vol. 2, La grande vague.
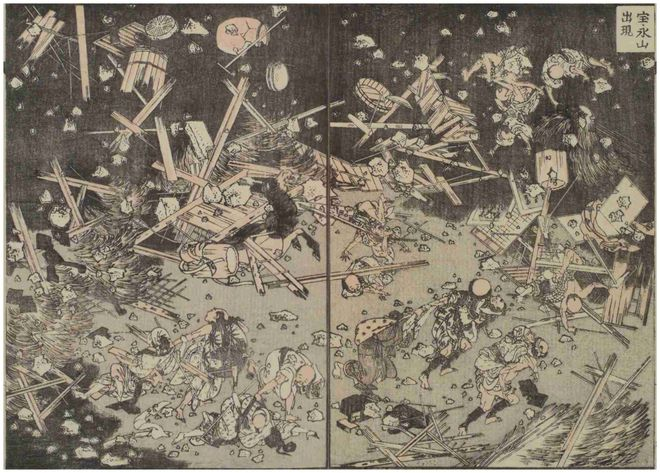
Cent vues du mont Fuji, L'apparition de Hōeizan : effets de l'éruption de 1707[51].
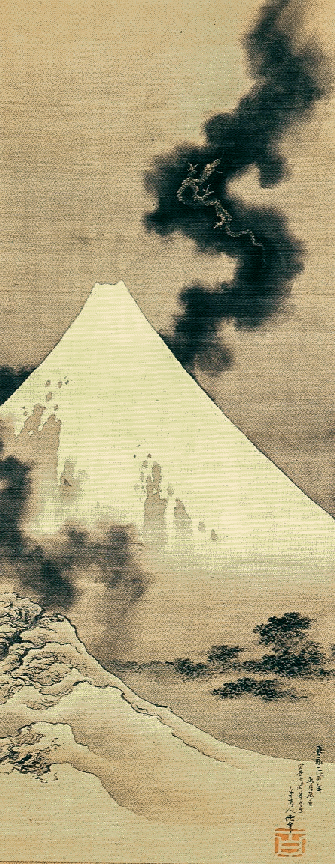
Le dragon s'échappant dans la fumée du mont Fuji.

Parallèlement, un autre grand artiste, Hiroshige (1797-1858), présente en 1833-1834 les Cinquante-trois Stations du Tōkaidō qu'il déclinera dans une dizaine d'éditions totalement originales jusqu'en 1857. Il peint également deux séries personnelles des Trente-six vues du mont Fuji.

Œuvres de Hiroshige
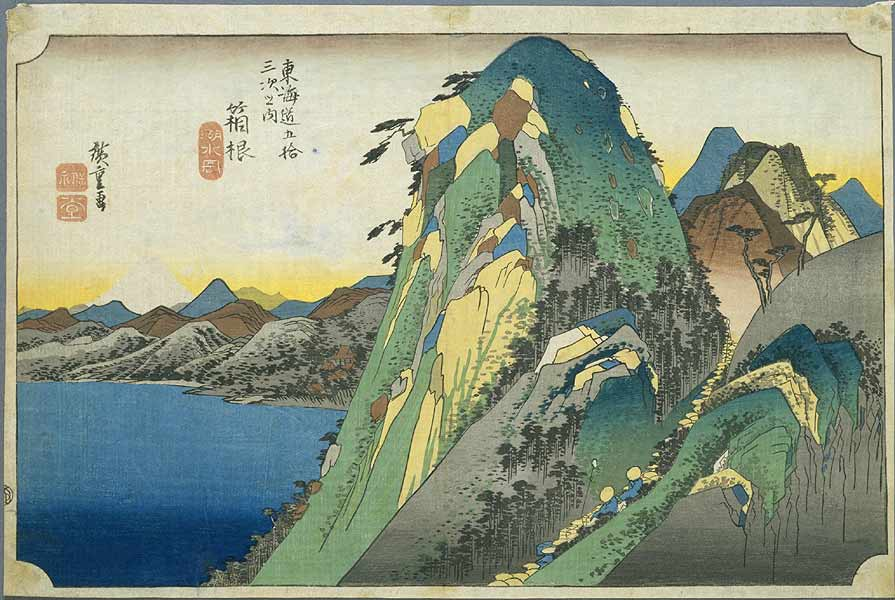
Cinquante-trois Stations du Tōkaidō, édition de Hoeido : Le Lac d'Hakone (10e étape).
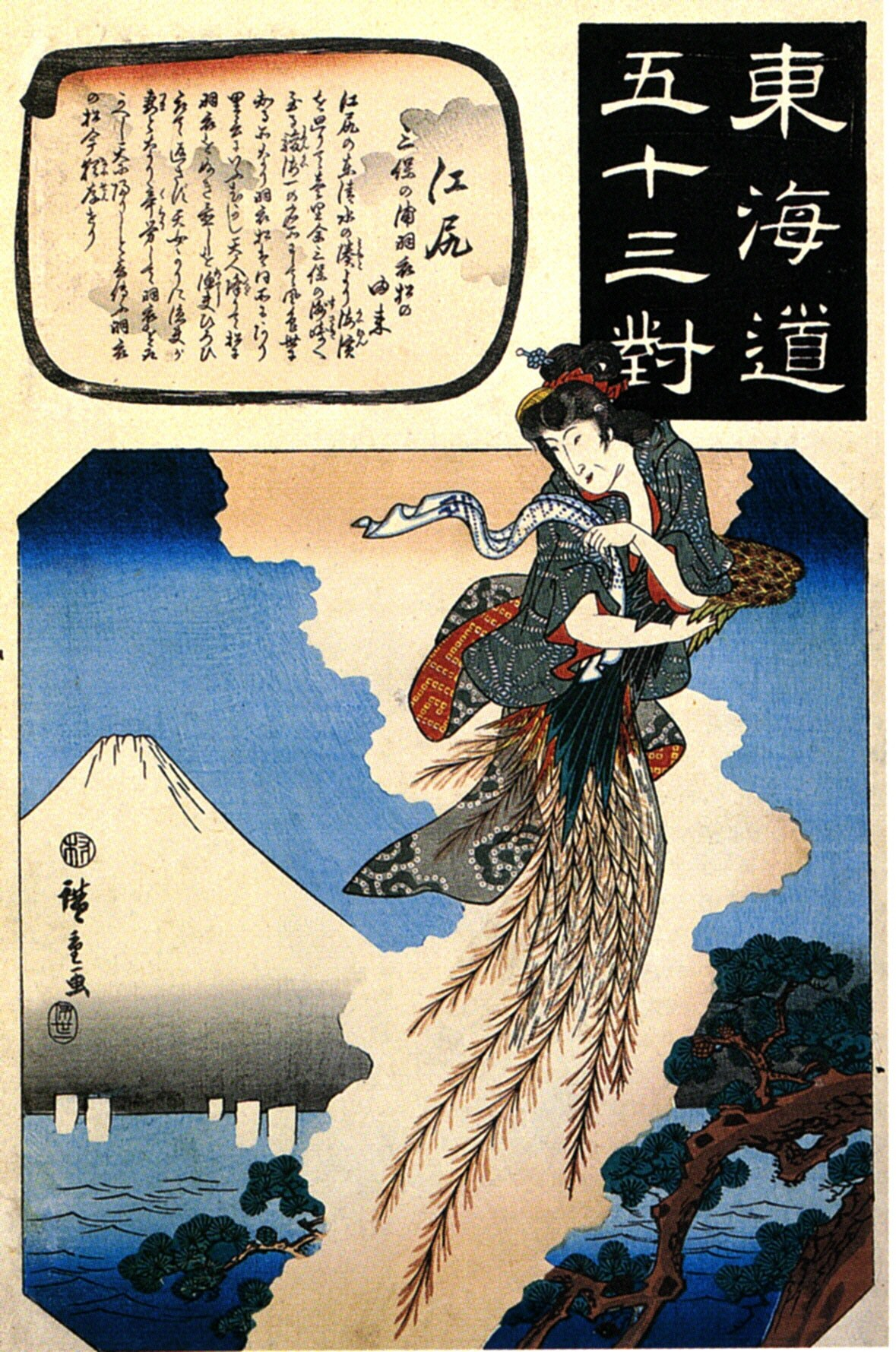
Cinquante-trois Stations du Tōkaidō, édition de Pairs : Le Relai d'Ejiri (19e étape).
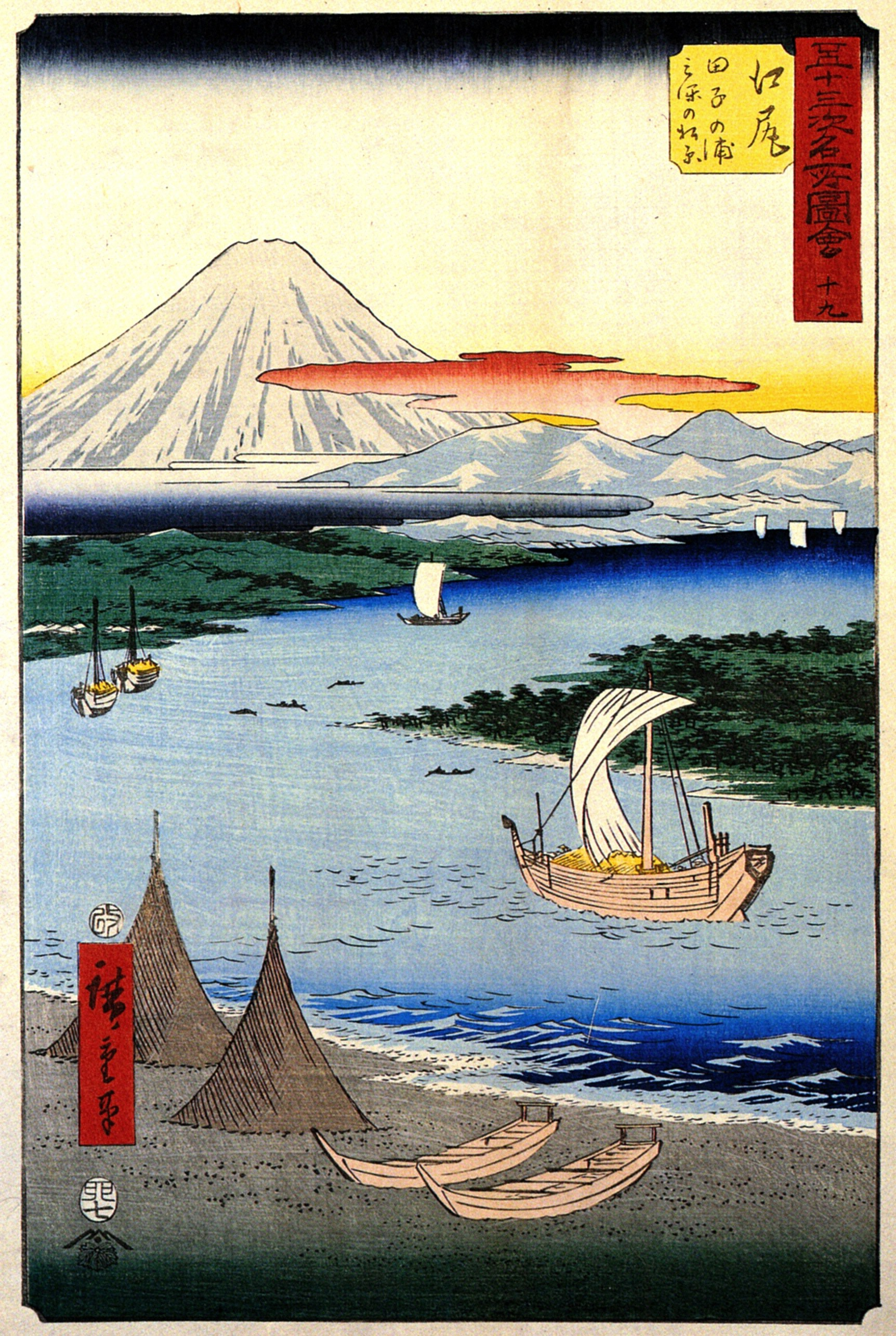
Cinquante-trois Stations du Tōkaidō, édition de Tate-e : Le Relai d'Ejiri (19e étape).
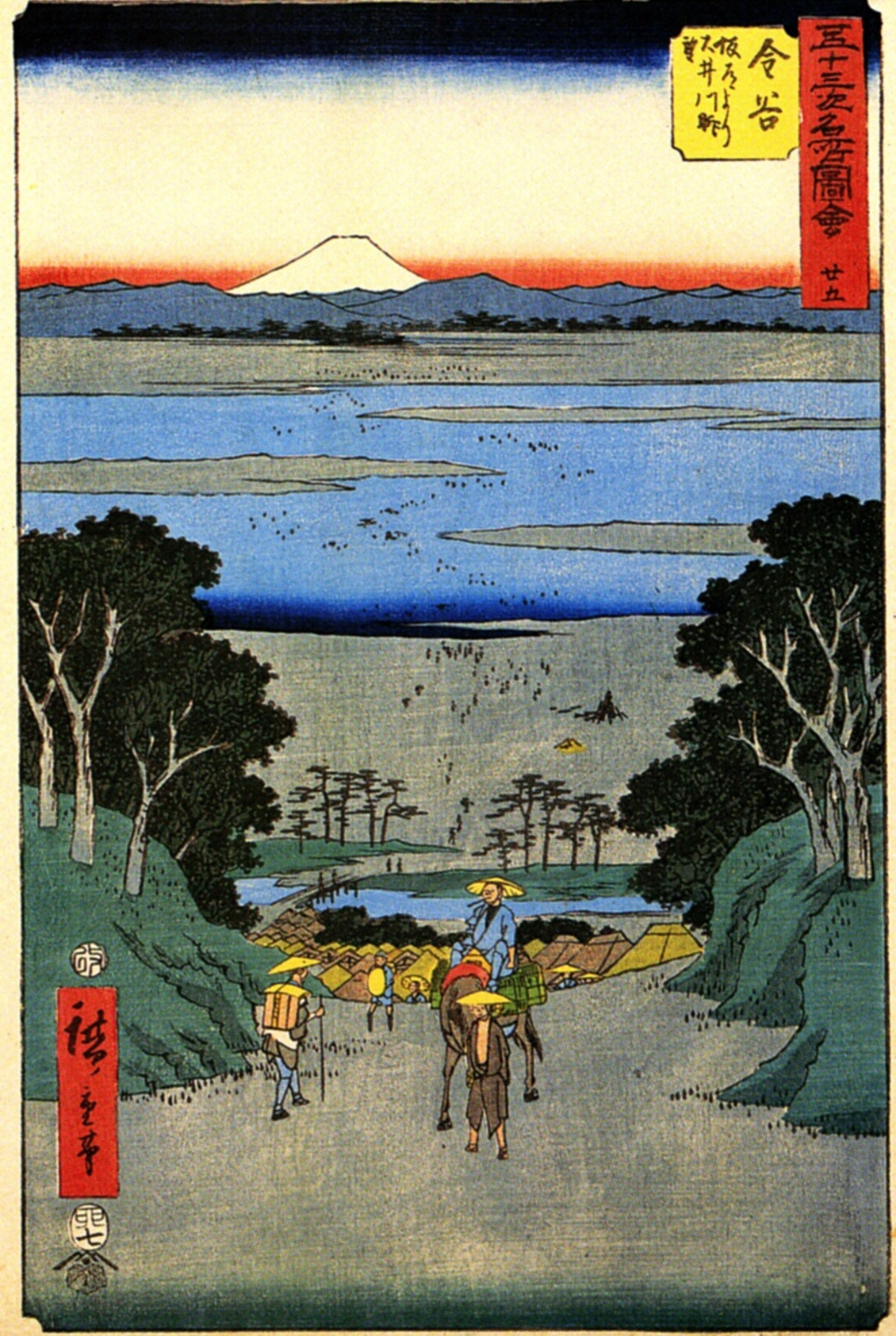
Cinquante-trois Stations du Tōkaidō, édition de Tate-e : Le Relai de Kanaya (25e étape).
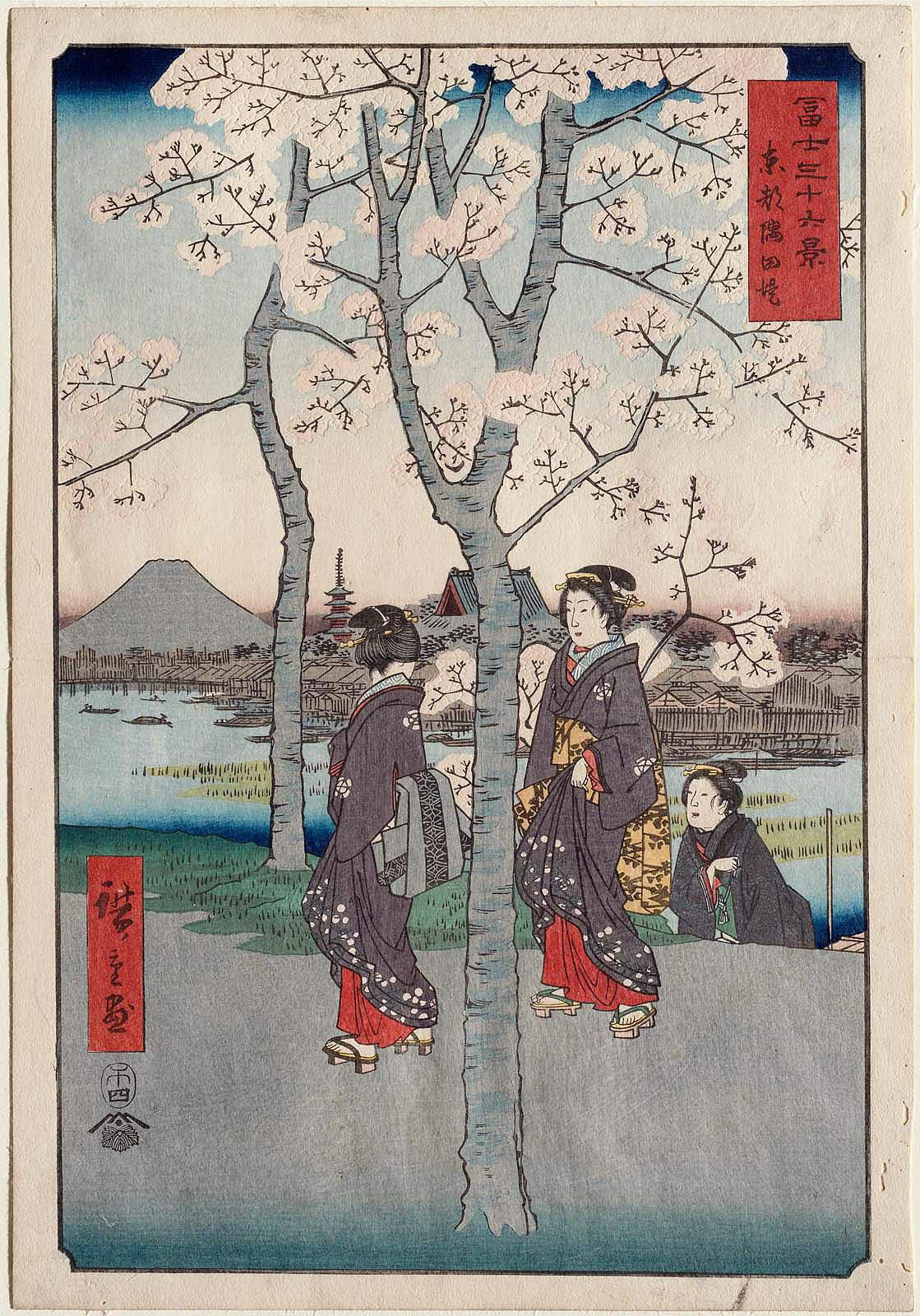
Trente-six vues du mont Fuji, série no 2.

Durant la même période, Utagawa Kuniyoshi (1798-1861) a peint quelques représentations du mont Fuji.

Œuvres de Utagawa Kuniyoshi
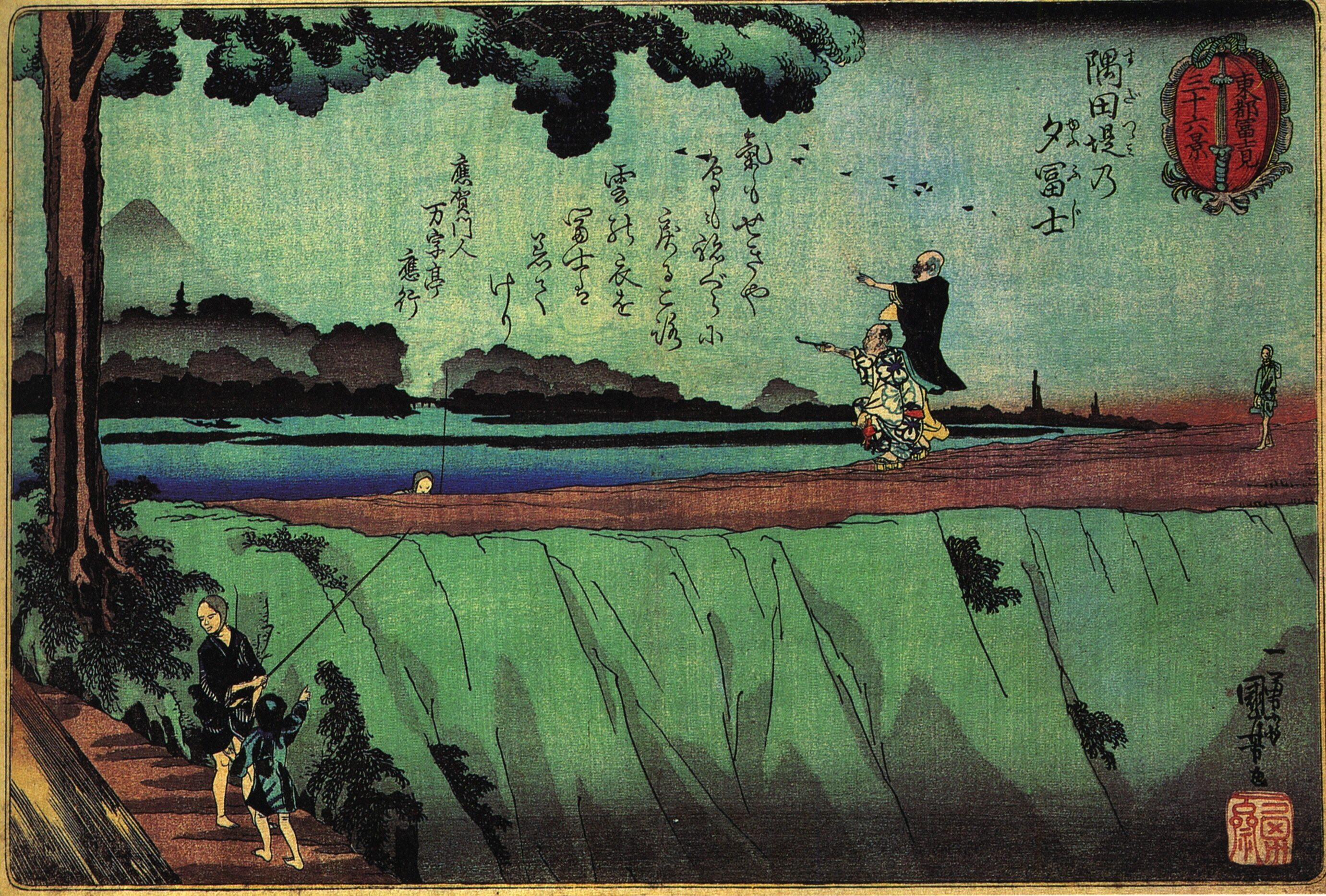
Mont Fuji depuis Sumida.
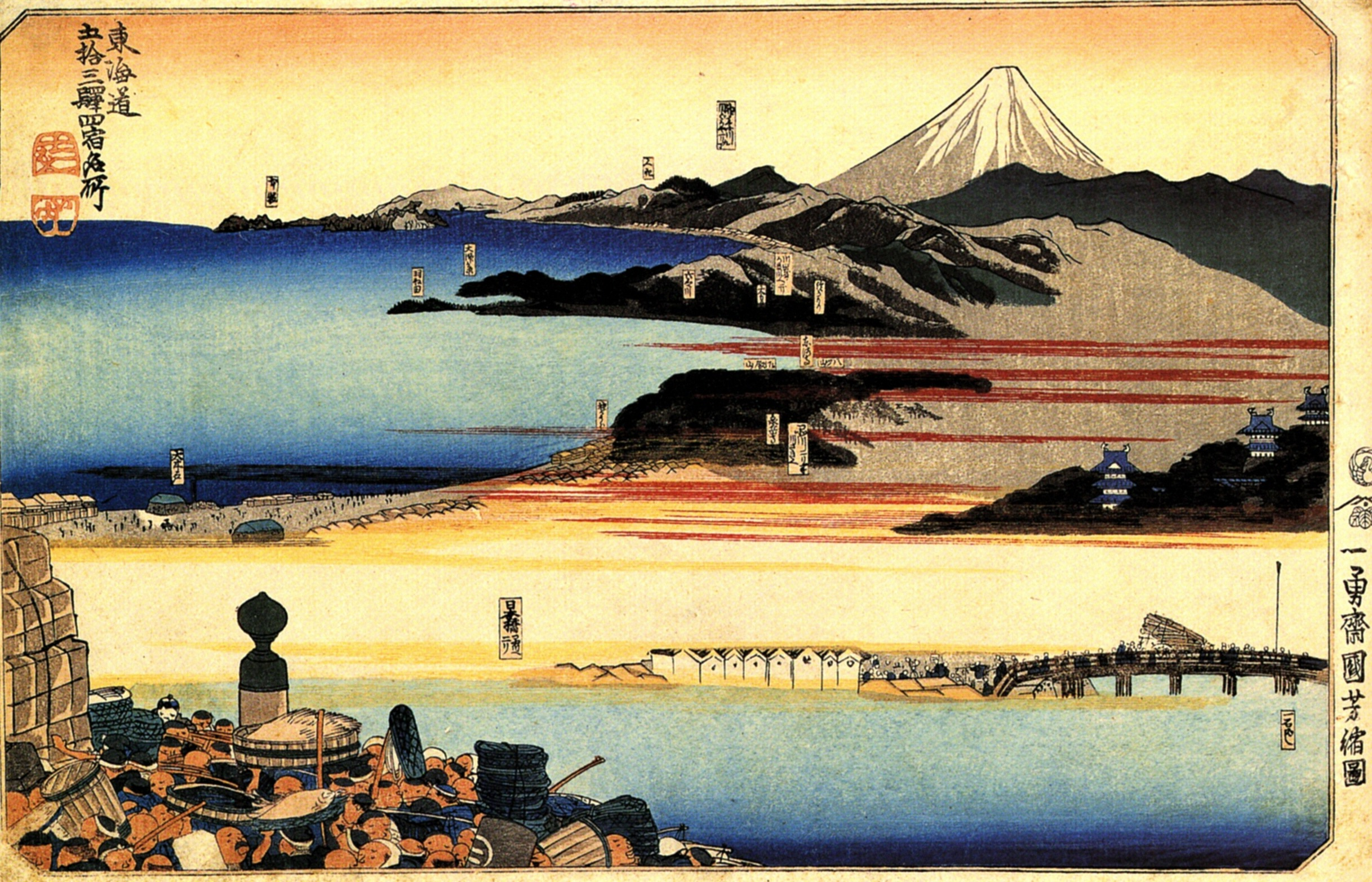
Les Cinquante-trois relais du Tokaido.
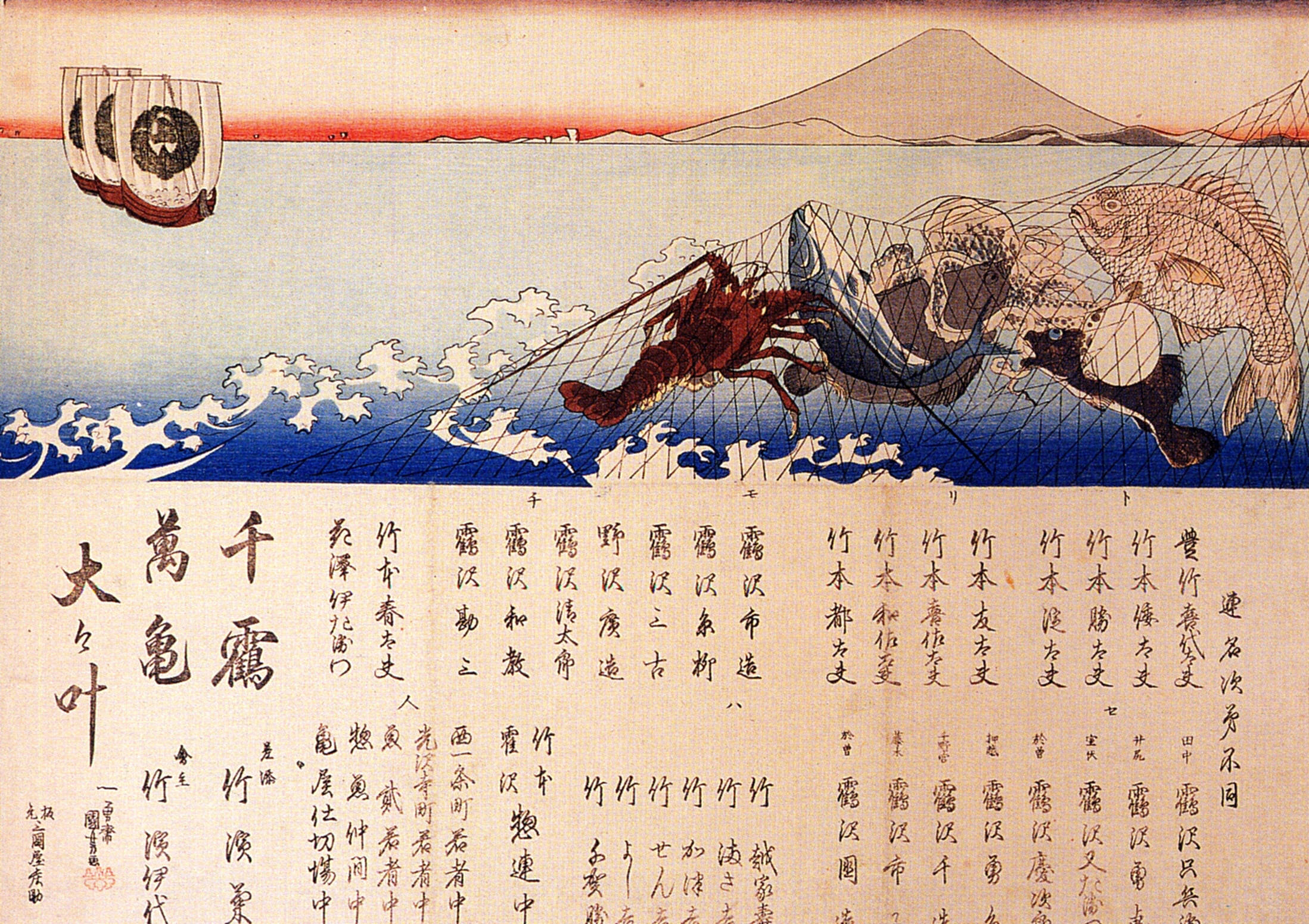
Mont Fuji.
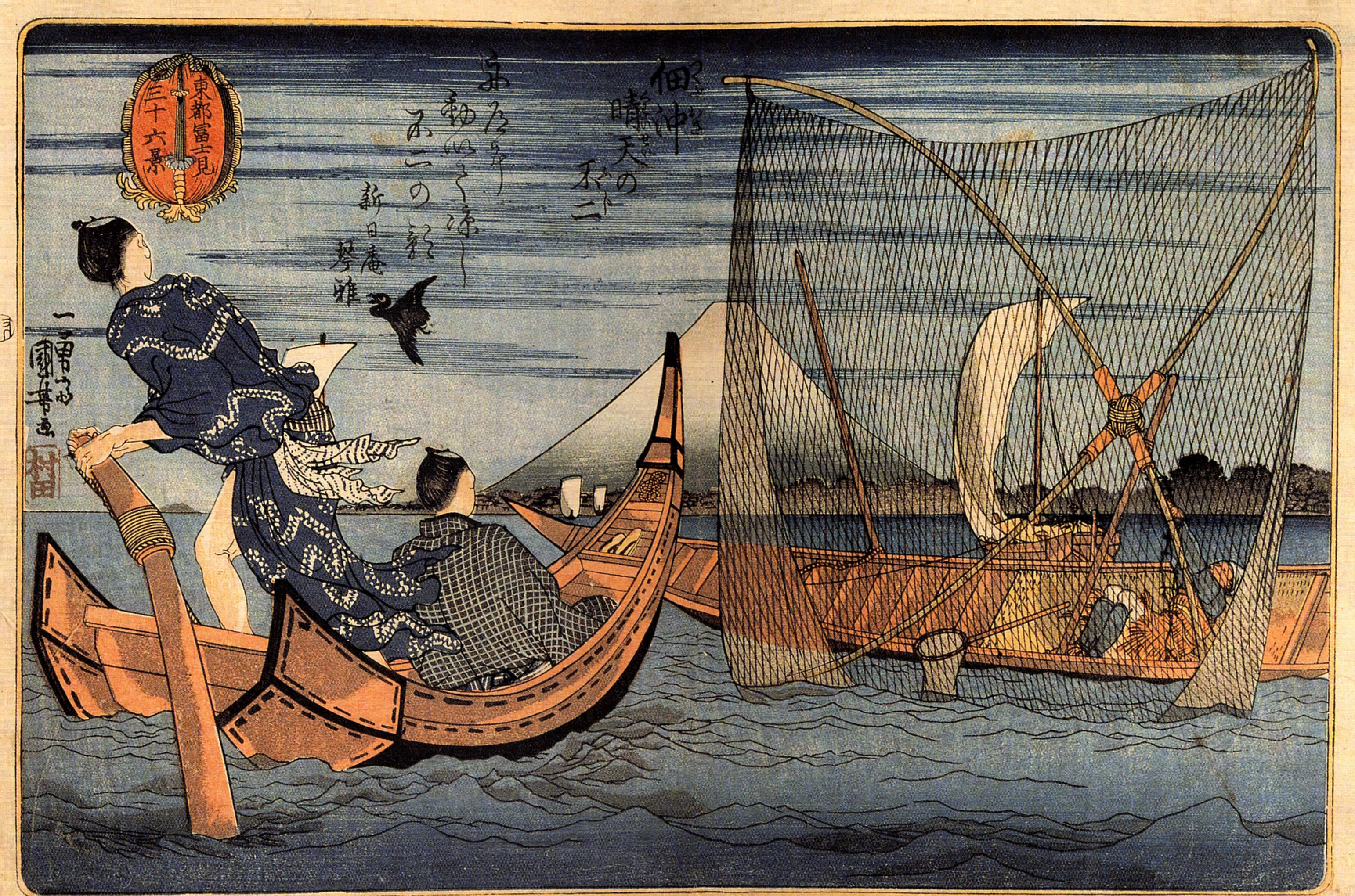
Vue du mont Fuji.

Plus récemment, Kobayashi Kokei (1883-1957) a peint Fuji et Yokoyama Misao (1920-1973) le Fuji rouge (Aka-Fuji). Shinya Shimoto, qui peint essentiellement des tableaux liés aux catastrophes naturelles, a consacré toute une série de peintures au mont Fuji.

### Symbolisme religieux

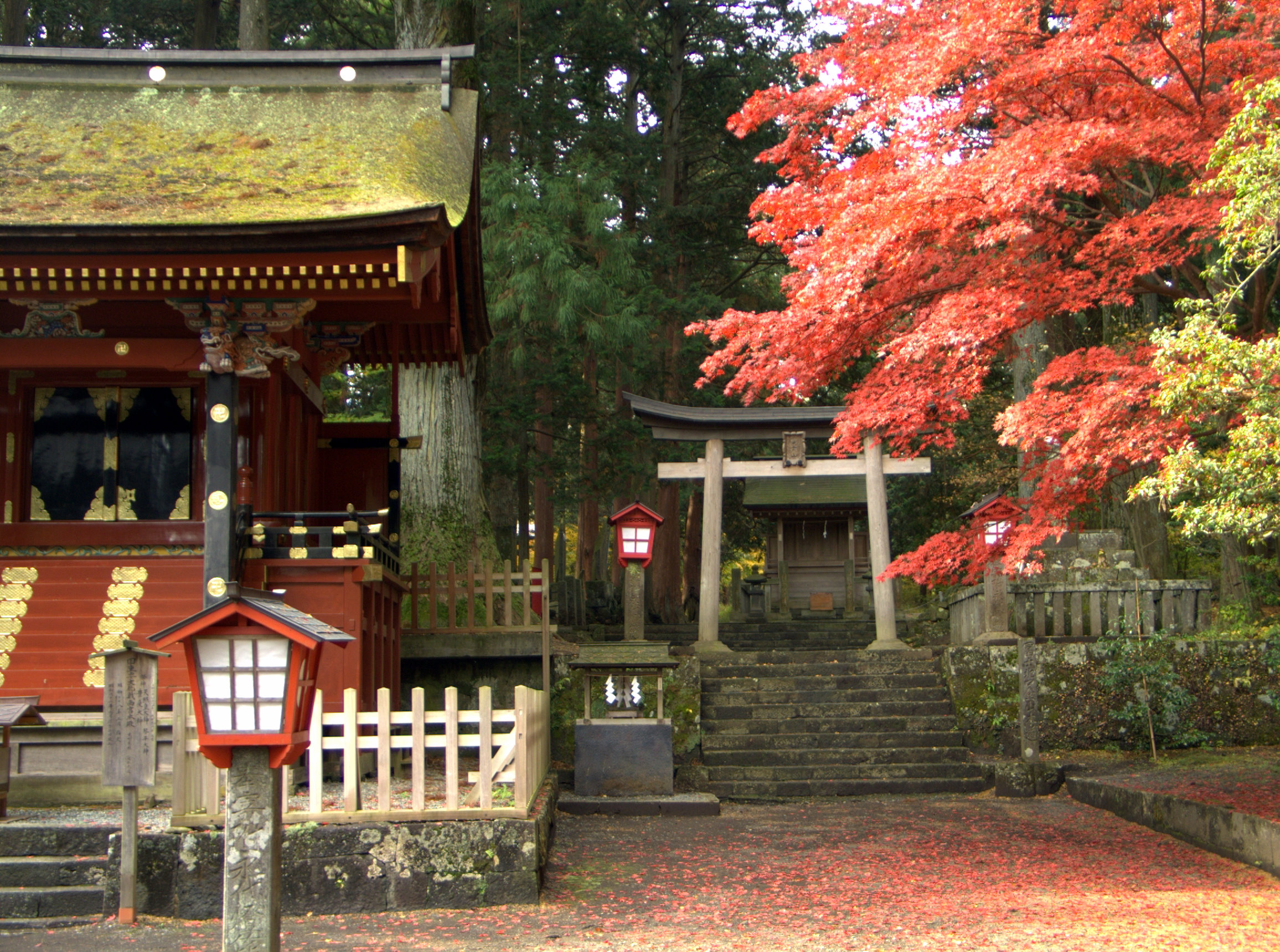
Le sanctuaire de Sengen, point de départ de l'itinéraire historique de Fujiyoshida.

Le mont Fuji est une montagne sacrée depuis le VIIe siècle. De nombreux synonymes japonais du mont Fuji rendent eux aussi compte de son caractère religieux. Dans le shintoïsme, la légende raconte qu'un empereur ordonna de détruire au sommet de la montagne un élixir d'immortalité qu'il détenait : la fumée qui s'en échappe parfois serait due à ce breuvage qui se consume. Par ailleurs, selon la tradition, les divinités shintô Fuji-hime et Sakuya-hime y habiteraient, ainsi que Konohana-no-Sakuya-hime, « La princesse qui fait fleurir les arbres » (en particulier les cerisiers). Le bouddhisme vénère quant à lui sa forme rappelant le bouton blanc et les huit pétales de la fleur de lotus. Toutes ces raisons font que son ascension est interdite aux femmes jusqu'en 1872 : une chapelle appelée Nyonin-do (« refuge des femmes ») leur permet d'attendre à l'abri leurs maris, fils ou frères.

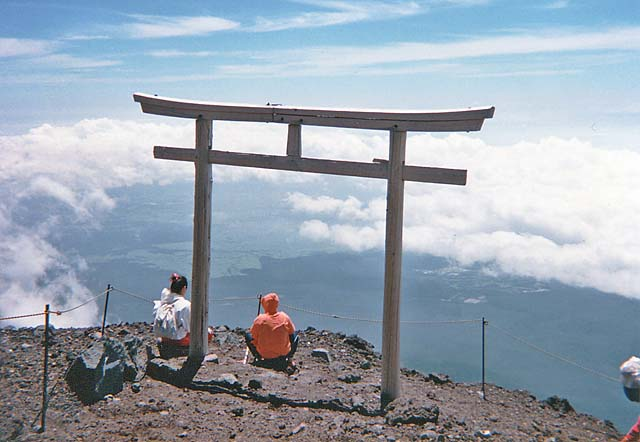
Un torii près du sommet du volcan.

Afin de vénérer les nombreuses divinités des différentes religions, plusieurs sanctuaires, tels que le Fujisan Hongū Sengen-taisha et les sanctuaires Asama, ont été bâtis sur ou aux pieds du mont Fuji et de nombreux torii jalonnent le parcours afin de marquer les limites de l'enceinte sacrée. Des confréries (Fuji-kō) s'y sont établies depuis le XVIIe siècle afin de vénérer la montagne et d'y organiser des pèlerinages, à l'instar de Hasegawa Takematsu en 1630. Ces groupes construisent alors des répliques du mont Fuji à petite échelle, appelées fujizuka (富士塚), pour leurs membres qui ne peuvent pas faire le pèlerinage.
C'est à l'époque du décès de Jikigyō Miroku (1671-1733), mort en jeûnant au mont Fuji, que la foi s'est transformée en religion et que l'ascension est devenue rituelle, même si sa pensée a été mal interprétée. Plus récemment, des sectes spécifiquement dédiées au culte du mont Fuji ont été créées, principalement dans les années 1940 comme celle de Fuji-Gōho fondée en 1946 par Ito Gensaku et celle de Fuji-Kyō fondée en 1948 par Hasegawa Teruhiro.

### Œuvres filmographiques
- Fuji no shirayuki, 1935, réalisé par Hiroshi Inagaki
- Fushi shan zhi lian, 1954, réalisé par Kangshi Mu
- Chiyari Fuji, 1955, réalisé par Tomu Uchida
- Kumonosu-jô (Le Château de l'araignée), 1957, réalisé par Akira Kurosawa (décor du château sur les pentes du mont Fuji)
- Nihon to nihonjin, 1970, réalisé par Kon Ichikawa
- Fuji, 1974, réalisé par Robert Breer
- Ki no umi, 2004, réalisé par Tomoyuki Takimoto
- Pacific Rim Uprising, 2018, réalisé par Steven S. DeKnight : le mont Fuji est la cible principale des Kaijûs, qui veulent l'utiliser pour déclencher une terraformation qui éradiquera l'humanité. On peut voir un Kaijû grimper le volcan vers la fin du film.

### Jeux vidéo
- Dans le jeu Mystical Ninja starring Goemon, le joueur doit escalader le mont Fuji pour y trouver un personnage qui tient une boutique à son sommet.
- Dans les jeux vidéo Pokémon Or, Argent, Cristal, Or HeartGold et Argent SoulSilver, l'affrontement final opposant le joueur à Red a lieu au sommet du Mont Argenté, montagne enneigée fortement inspirée du mont Fuji.
- Dans le jeu vidéo Ōkami, le joueur doit aller dans les montagnes du Japon, la plus grande d'entre elles se nommant Ezofuji. Ce nom est tiré d'Ezo, qui est le nom des indigènes Ainu du mont Yōtei en Hokkaido, et de Fuji, le nom de la plus grande montagne du Japon, située sur l'île de Honshū.
- Dans le jeu de course DriveClub, le mont Fuji apparaît sur les différents tracés situés au Japon : Nakasendō, Lac Shōji, Asagiri Hills Racetrack, Takahagi Hills et Goshodaira.
- Dans les jeux de course en général, le mont Fuji apparaît en arrière-plan sur le circuit Fuji Speedway.
- Dans le jeu Inazuma Eleven 2, le joueur accède au Mont Fuji, élément clé de l'histoire car il se révèle être le repère de l'Académie Alius. Le sentier perdu est le nom du chemin allant jusqu'au Mont Fuji. Le joueur y affronte l'équipe des Robots, de Genesis, de Diamond Dust ou de Prominence selon la version (Diamond Dust pour Tempête de Glace et Prominence pour Tempête de Feu) et du FC Sous-Bois.
- Dans le jeu Touhou Project 8 : Imperishable Night, le boss du stage extra est Fujiwara no Mokou, dont l'histoire et celle de sa rivale, Kaguya Houraisan, tourne entre autres autour du mont Fuji.
- Dans les jeux Forza Motorsport, Forza Motorsport 3 et Forza Motorsport 4, le circuit Fujimi Kaido s'inspire des routes du mont Fuji[réf. nécessaire].

### Littérature
Dans le roman Ni d'Ève ni d'Adam, Amélie Nothomb raconte sa découverte du mont Fuji.

## Honneur
L'astéroïde (3996) Fugaku porte un ancien nom du mont Fuji.